# 千歳市

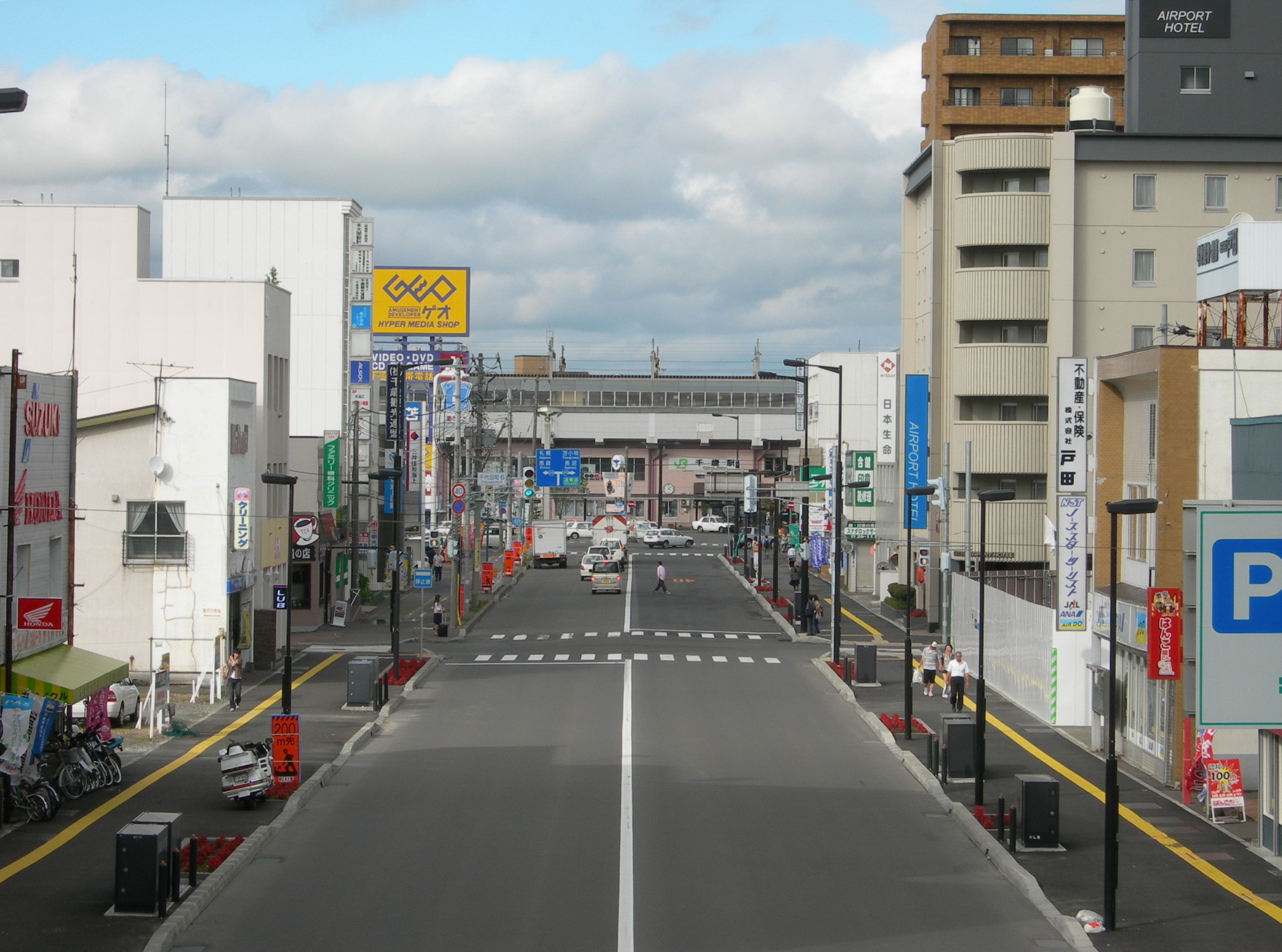
千歳駅前通

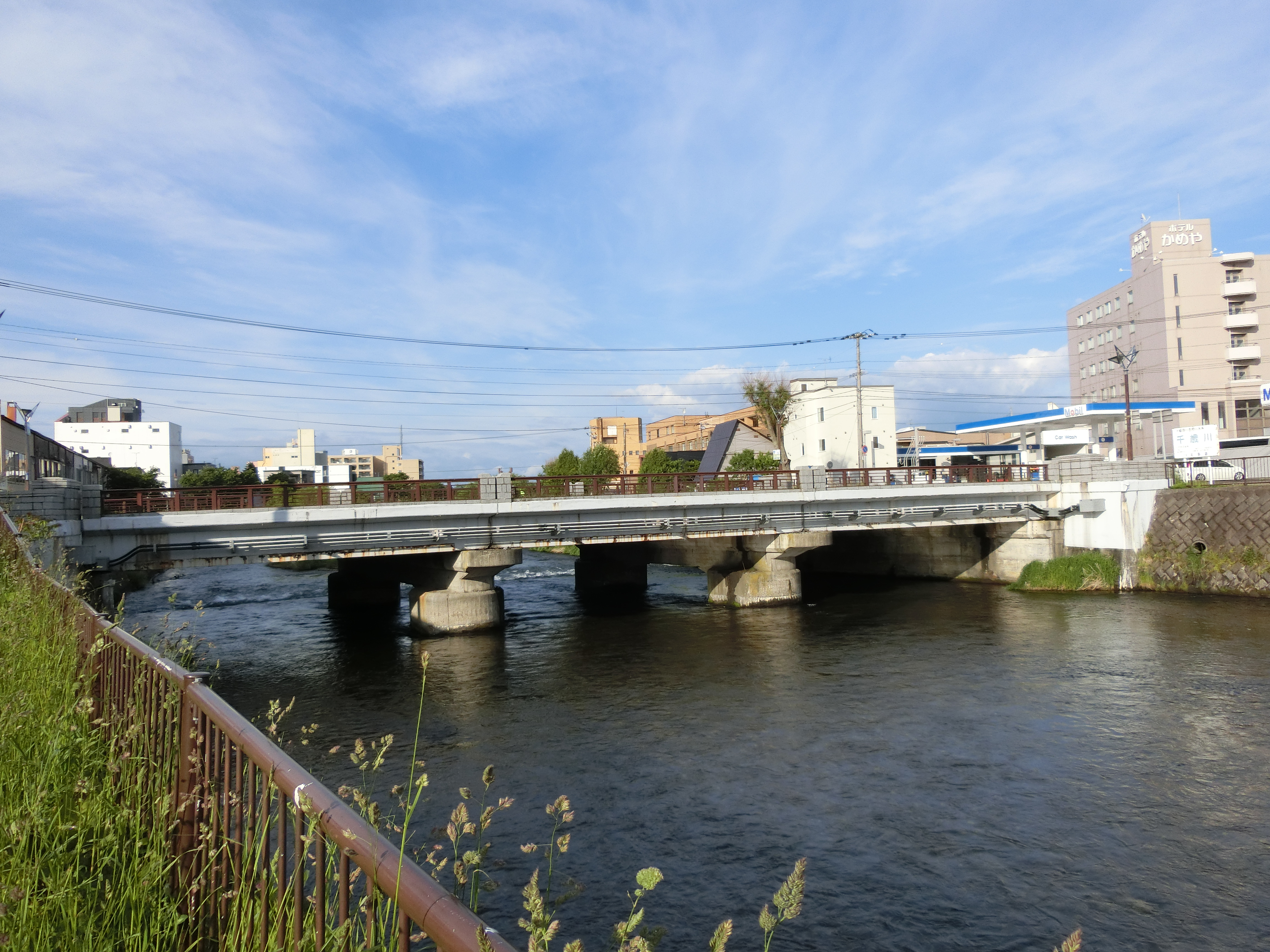
市街地にかかる千歳橋

千歳市（ちとせし）は、北海道中部（道央地方）に位置し、石狩振興局に属する市。

## 概要
「北海道の空の玄関口」である新千歳空港があり、国内線の東京（羽田）—札幌（新千歳）間は単一路線としては世界一の乗降客数を有していたこともある。国際線と合わせた乗降客数は年間約2,000万人に達している。市内には空港があるほか、高速道路（道央自動車道・道東自動車道）や港（苫小牧港）にも至近距離であることから工業団地が集積している。札幌市中心部までは車でおよそ1時間（高速道路利用）、鉄道で約30分から40分（特急・快速列車利用）で行くことができる。また、陸上自衛隊第7師団と航空自衛隊第2航空団の基地や演習場があり、自衛隊と共存した社会を築いている。陸上自衛隊東千歳駐屯地・北千歳駐屯地、航空自衛隊千歳基地の合計隊員は推定で約8,700人で、退役者や隊員の家族を含めると、市内人口の約25 %を占めている。基地の存在は若年層の流入にも繋がり、令和2年の15～19歳の転入増加は440人に及んだ。こうした事情から、同年の千歳市の平均年齢は43.5歳で、北海道一若い街となっている。

### 市名の由来
現在の千歳川はアイヌ語では「シコッペッ（大きい・窪み・川）」と呼ばれ、この地方もそこから「シコッ」と呼ばれていた。
石狩平野の中心部に当たるこの地には太平洋からウトナイ湖、美々川を遡って分水嶺を越え、千歳川から石狩川を経て日本海へと至るルート「シコツ越え」があり、1658年（万治元年）には現在の千歳神社がある場所に志古津弁天小社が造営された。1805年（文化2年）に当時のシコツ場所担当だった箱館奉行調役並山田鯉兵衛嘉充が、シコツは「死骨」に通じ縁起が悪いとして箱館奉行羽太正養に新しい川の名を依頼し、羽太はこの地に多くのタンチョウが生息していたことから「鶴は千年、亀は万年」の故事にちなんで「支笏川」を「千歳川」と改名し、これが千歳の地名の語源となった。

## 地理
市域は東西に長く広がっており、面積は594.5 km²。西部は山岳地帯で支笏洞爺国立公園になっている。市街地は石狩平野南部に位置しており、標高15 m前後の低地である。千歳飛行場付近には日本国内で最も低い標高25 m前後の分水嶺がある。東部は馬追丘陵がある丘陵地帯になっている。豊かで清澄な水資源に恵まれており、ナイベツ川湧水（内別川）の水は「名水百選」に認定されているほか。2009年（平成21年）には「ちとせのしゃっこい水」として市内で販売された、支笏湖は湖沼の水質ランキングで度々日本一になっている。支笏湖湖畔には温泉（支笏湖温泉・支笏湖いとう温泉・丸駒温泉）がある。

### 地形

#### 山地
主な山
- 漁岳（1,318 m）
- 恵庭岳（1,320 m）
- フレ岳（1,046 m）
- 丹鳴岳（1,040 m）
- 樽前山（日本二百名山、1,041 m）
- 風不死岳（1,102 m）
- モラップ山（507 m）
- 紋別岳（866 m）

#### 河川
主な川
- 千歳川（日本の重要湿地500[17]）
- 内別川
- 美々川
- 遠浅川
- 長都川
- ユカンボシ川
- 勇舞川

#### 湖沼
主な湖
- 支笏湖
- オコタンペ湖（特別保護地区）

主な沼
- 千歳湖（沼）
- 長都沼

### 洞窟
- 洞門：苔の洞門

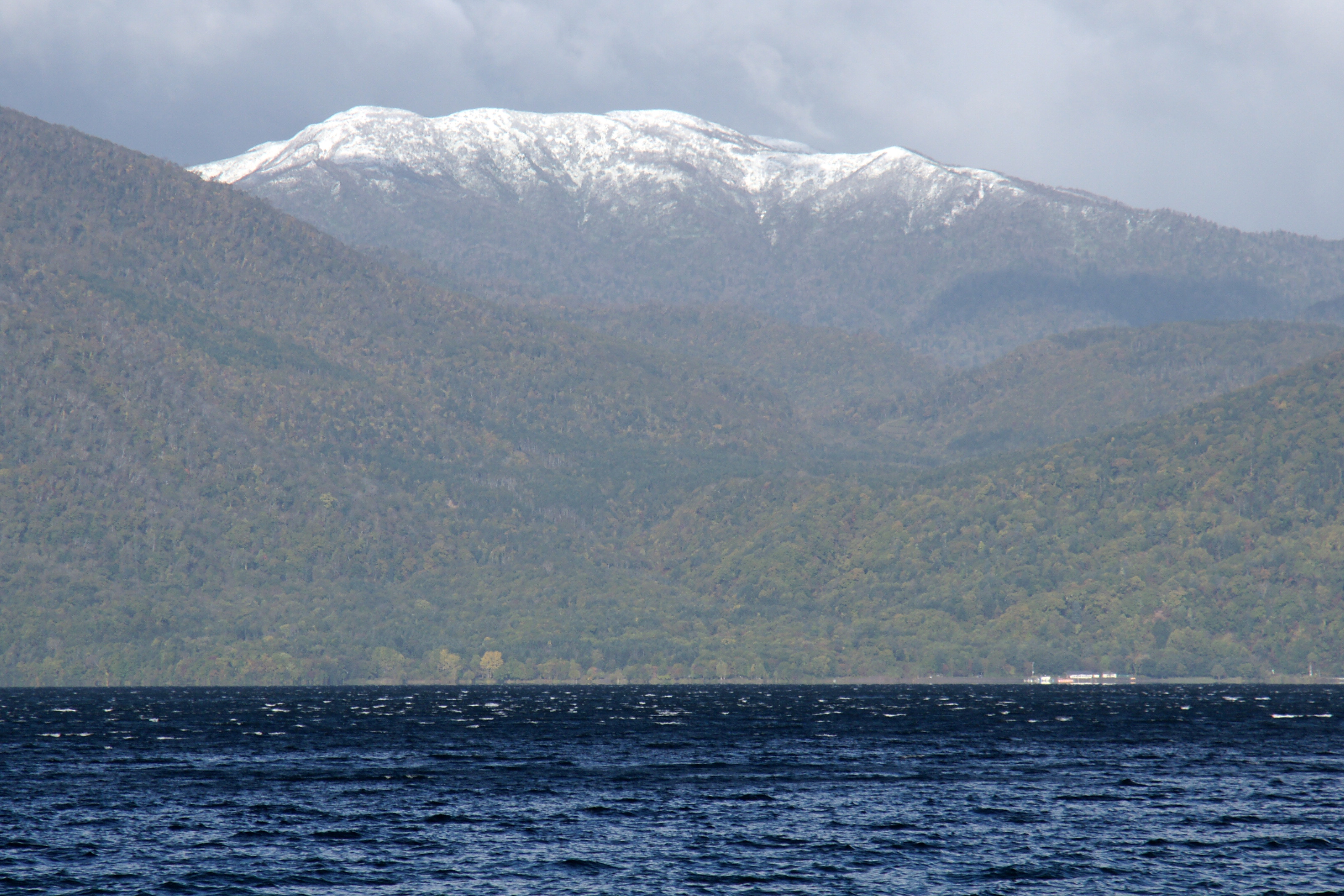
支笏湖と漁岳（2009年10月）
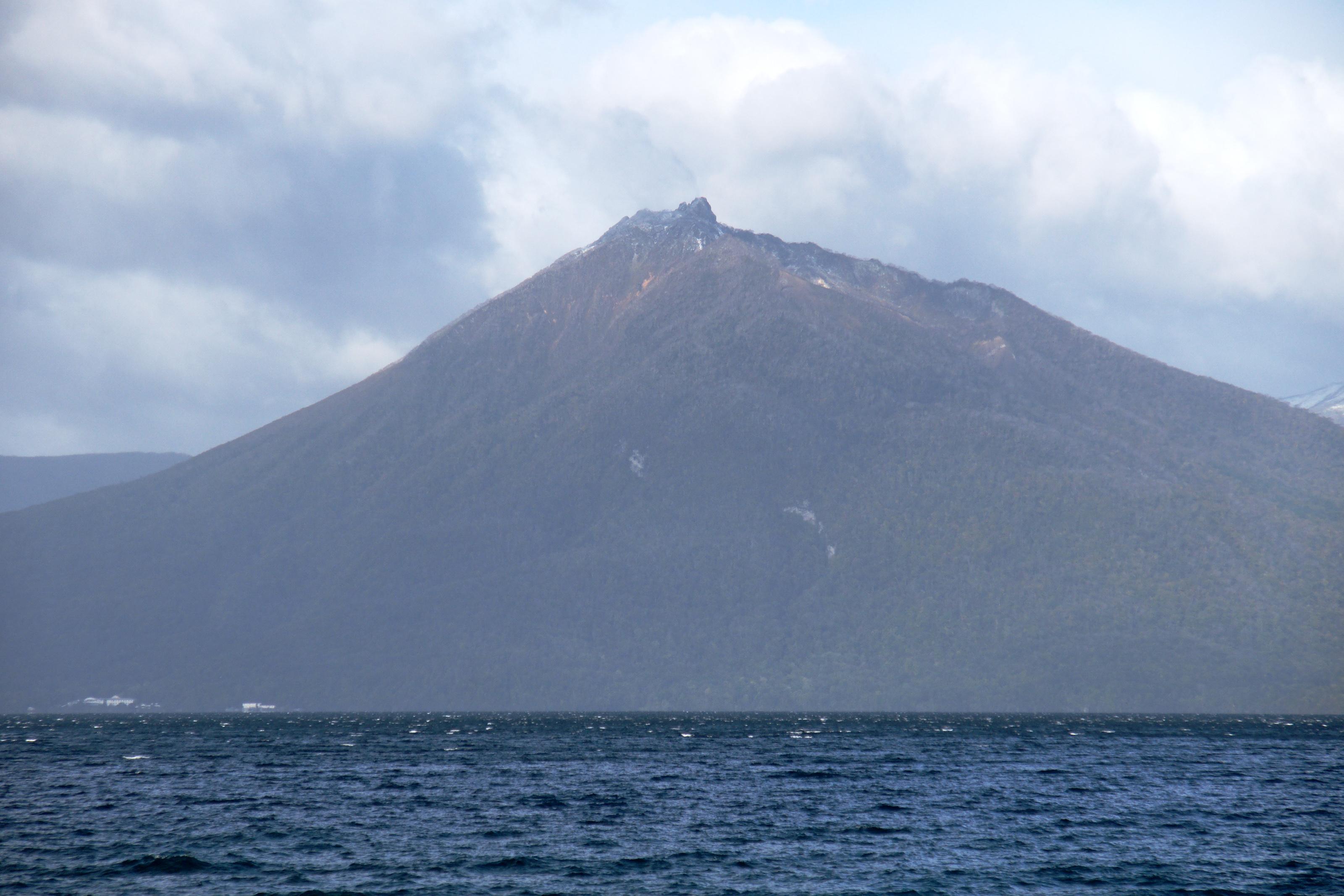
支笏湖と恵庭岳（2009年10月）
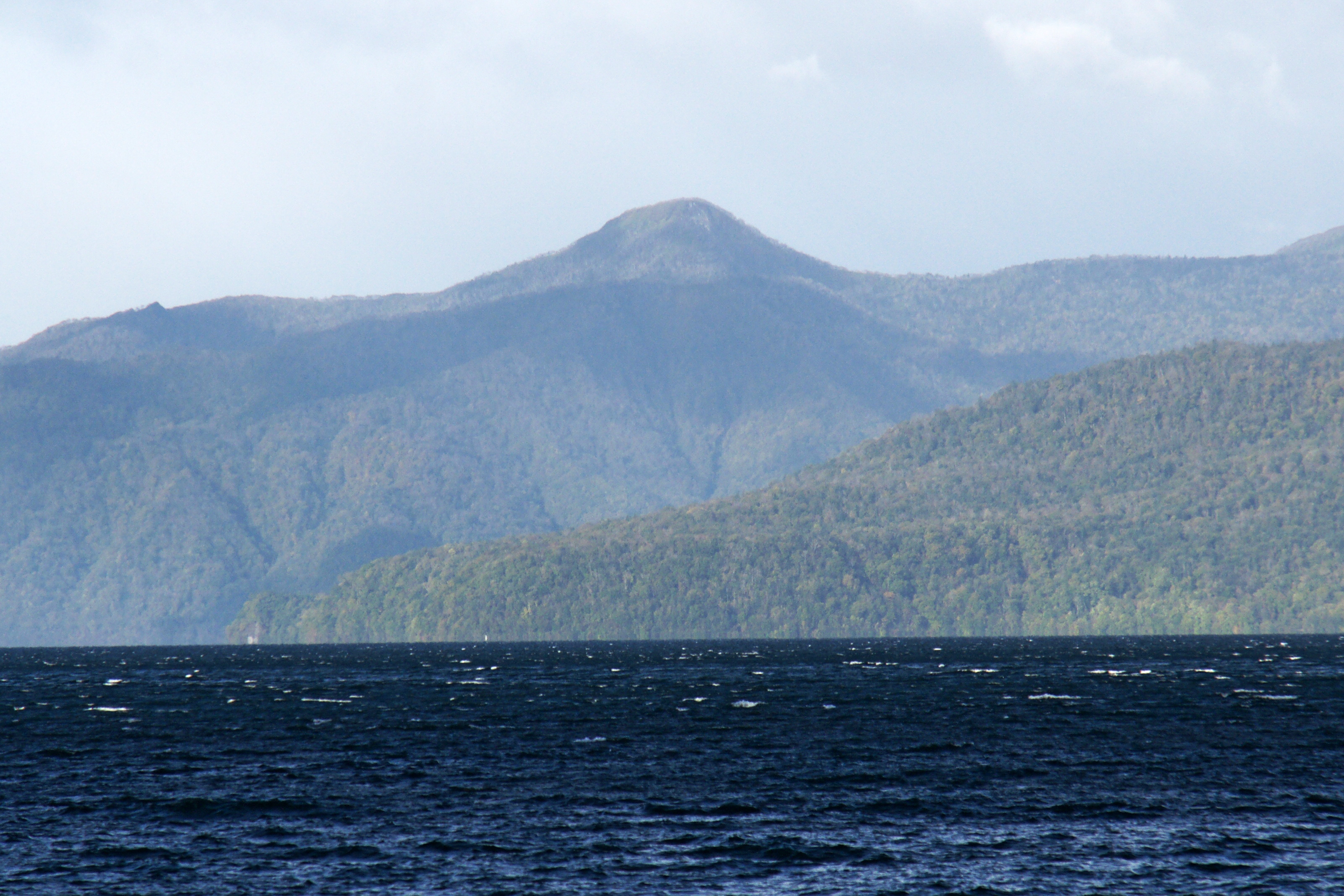
支笏湖と丹鳴岳（2009年10月）
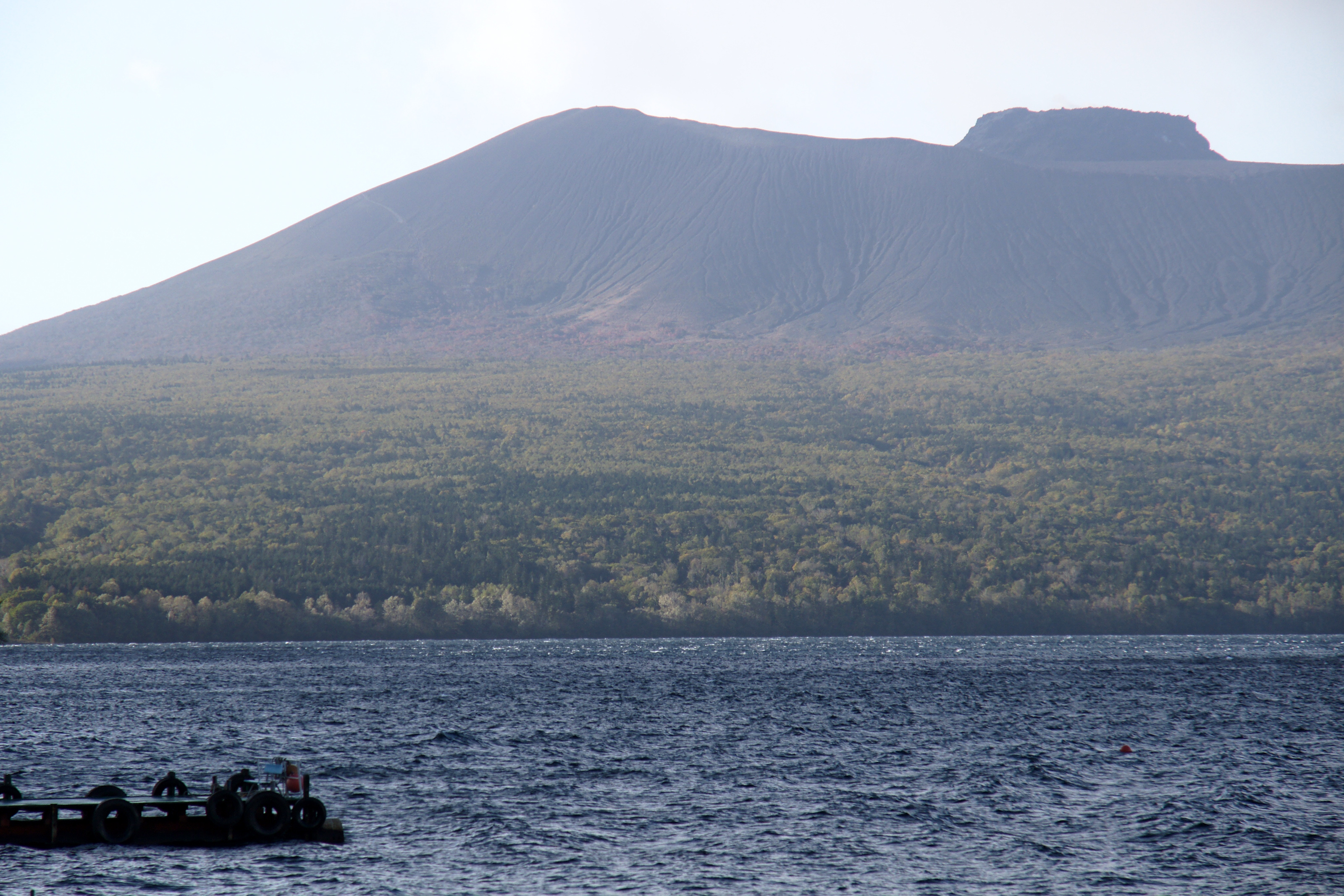
支笏湖と樽前山（2009年10月）
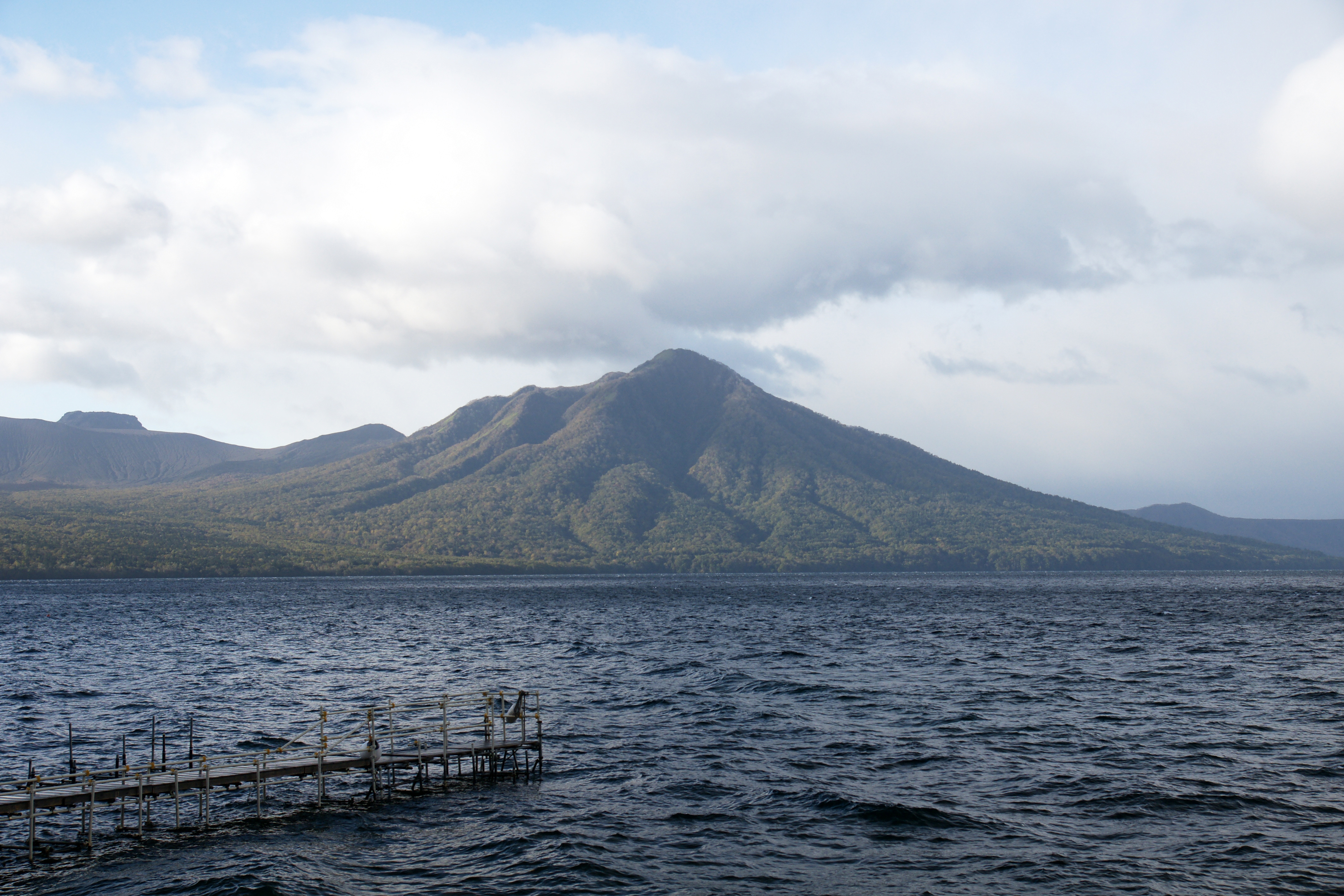
支笏湖と風不死岳（2009年10月）
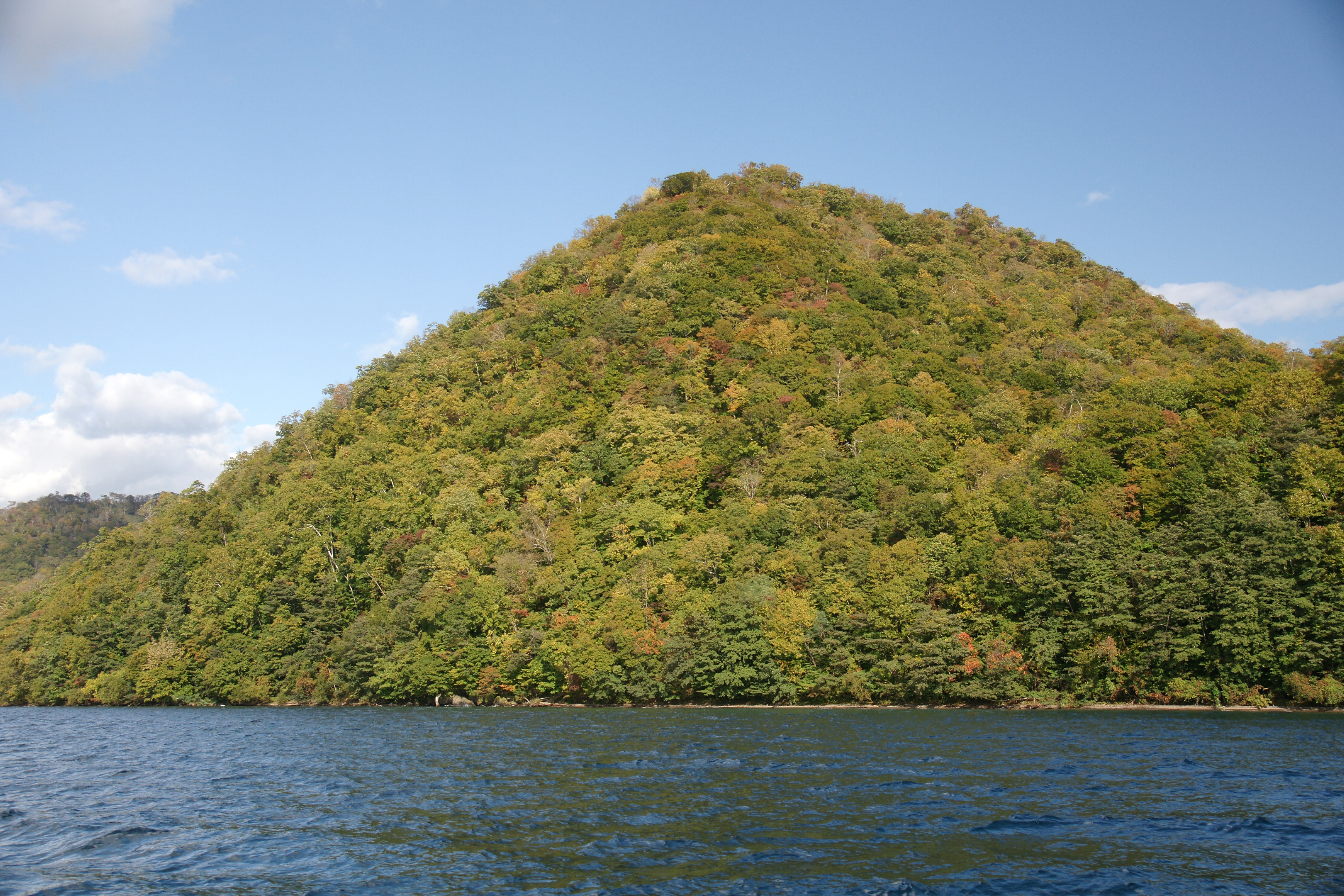
モラップ山（2009年10月）
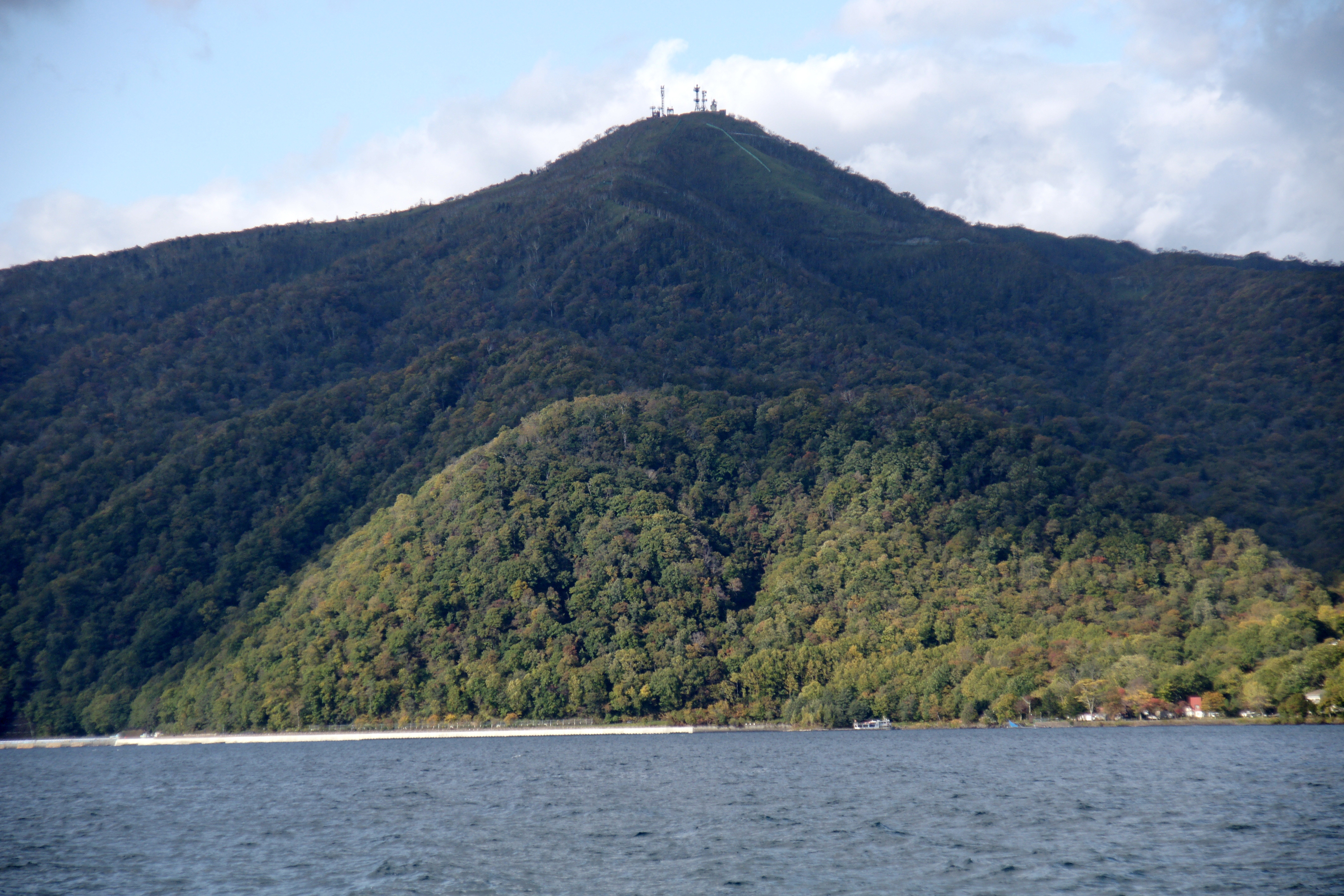
支笏湖と紋別岳（2009年10月）
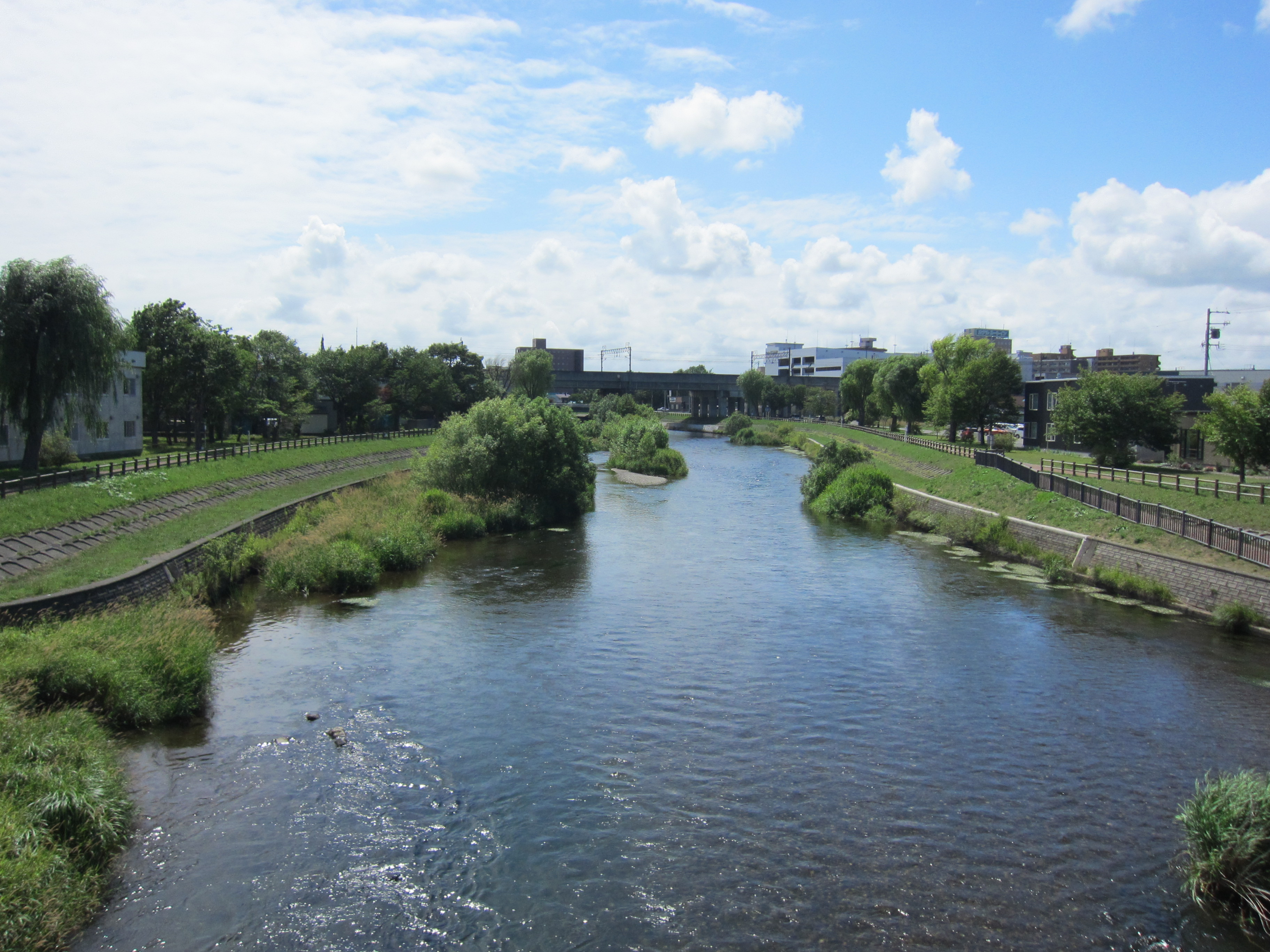
千歳川（2014年7月）
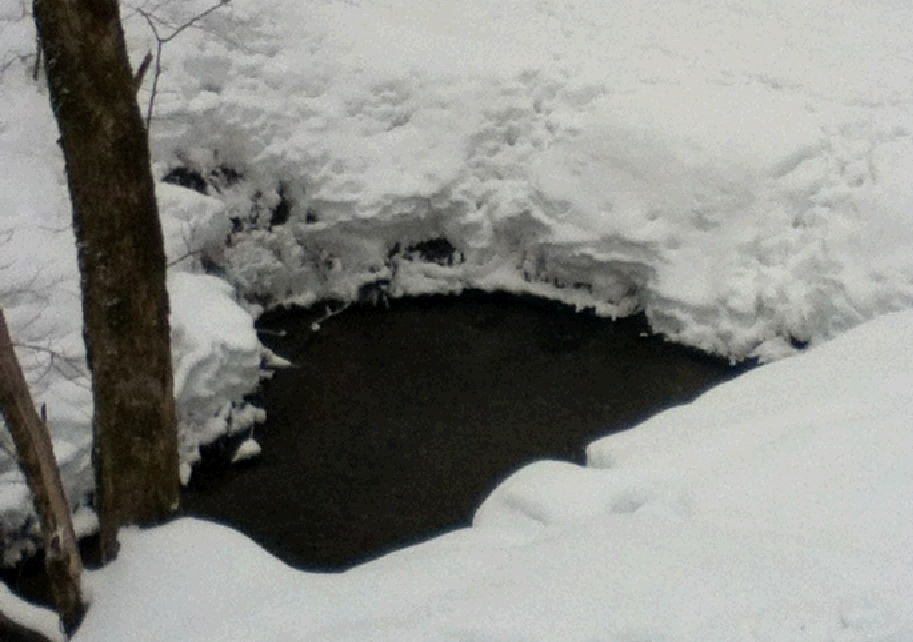
内別川源頭部（2012年2月）
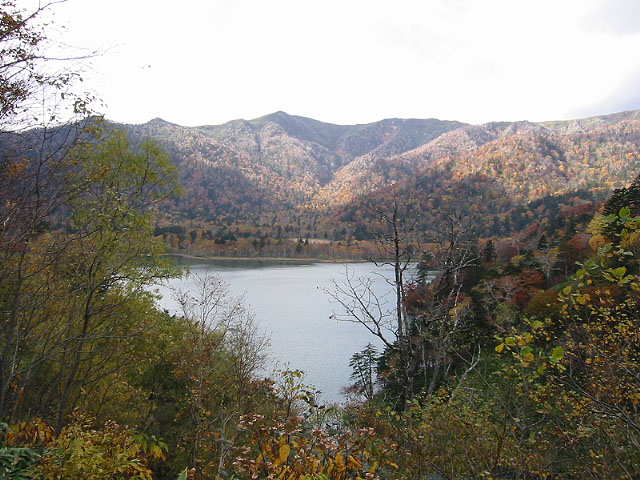
オコタンペ湖（2012年8月）

### 気候
千歳市の気候は太平洋と日本海の気象影響を受ける分岐点にある。冬の寒さは厳しく-20℃を下回ることも多い寒冷地であるが、比較的晴れることが多いので快適である。夏は内陸にありながらも太平洋の影響を受けて冷涼である。年間の降水量・降雪量ともに北海道内では比較的少ない地域であり、札幌圏の中での降雪量の少なさが空港立地に最適とされた。最高気温の極値は2011年8月11日に観測された34.2℃、最低気温が2019年2月9日、及び2022年1月31日に観測された-25.4℃、最大瞬間風速が2018年9月5日に観測された33.4m/sとなっている。
| 千歳（2003年 - 2020年 （降雪量のみ2006年 - 2020年））の気候 | 千歳（2003年 - 2020年 （降雪量のみ2006年 - 2020年））の気候 | 千歳（2003年 - 2020年 （降雪量のみ2006年 - 2020年））の気候 | 千歳（2003年 - 2020年 （降雪量のみ2006年 - 2020年））の気候 | 千歳（2003年 - 2020年 （降雪量のみ2006年 - 2020年））の気候 | 千歳（2003年 - 2020年 （降雪量のみ2006年 - 2020年））の気候 | 千歳（2003年 - 2020年 （降雪量のみ2006年 - 2020年））の気候 | 千歳（2003年 - 2020年 （降雪量のみ2006年 - 2020年））の気候 | 千歳（2003年 - 2020年 （降雪量のみ2006年 - 2020年））の気候 | 千歳（2003年 - 2020年 （降雪量のみ2006年 - 2020年））の気候 | 千歳（2003年 - 2020年 （降雪量のみ2006年 - 2020年））の気候 | 千歳（2003年 - 2020年 （降雪量のみ2006年 - 2020年））の気候 | 千歳（2003年 - 2020年 （降雪量のみ2006年 - 2020年））の気候 | 千歳（2003年 - 2020年 （降雪量のみ2006年 - 2020年））の気候 |
| 月                                                          | 1月                                                         | 2月                                                         | 3月                                                         | 4月                                                         | 5月                                                         | 6月                                                         | 7月                                                         | 8月                                                         | 9月                                                         | 10月                                                        | 11月                                                        | 12月                                                        | 年                                                          |
| ----------------------------------------------------------- | ----------------------------------------------------------- | ----------------------------------------------------------- | ----------------------------------------------------------- | ----------------------------------------------------------- | ----------------------------------------------------------- | ----------------------------------------------------------- | ----------------------------------------------------------- | ----------------------------------------------------------- | ----------------------------------------------------------- | ----------------------------------------------------------- | ----------------------------------------------------------- | ----------------------------------------------------------- | ----------------------------------------------------------- |
| 最高気温記録 °C （°F）                                      | 8.4 (47.1)                                                  | 10.1 (50.2)                                                 | 16.2 (61.2)                                                 | 23.9 (75)                                                   | 28.6 (83.5)                                                 | 31.4 (88.5)                                                 | 34.1 (93.4)                                                 | 34.2 (93.6)                                                 | 30.5 (86.9)                                                 | 25.8 (78.4)                                                 | 20.4 (68.7)                                                 | 13.3 (55.9)                                                 | 34.2 (93.6)                                                 |
| 平均最高気温 °C （°F）                                      | −1.1 (30)                                                   | −0.3 (31.5)                                                 | 4.1 (39.4)                                                  | 11.0 (51.8)                                                 | 16.6 (61.9)                                                 | 20.0 (68)                                                   | 23.0 (73.4)                                                 | 25.1 (77.2)                                                 | 22.5 (72.5)                                                 | 16.1 (61)                                                   | 8.9 (48)                                                    | 1.7 (35.1)                                                  | 12.3 (54.1)                                                 |
| 日平均気温 °C （°F）                                        | −6.1 (21)                                                   | −5.3 (22.5)                                                 | −0.3 (31.5)                                                 | 5.5 (41.9)                                                  | 11.1 (52)                                                   | 15.1 (59.2)                                                 | 18.8 (65.8)                                                 | 20.9 (69.6)                                                 | 17.4 (63.3)                                                 | 10.4 (50.7)                                                 | 3.9 (39)                                                    | −3 (27)                                                     | 7.4 (45.3)                                                  |
| 平均最低気温 °C （°F）                                      | −12.9 (8.8)                                                 | −12.5 (9.5)                                                 | −5.8 (21.6)                                                 | 0.0 (32)                                                    | 6.0 (42.8)                                                  | 11.4 (52.5)                                                 | 15.7 (60.3)                                                 | 17.5 (63.5)                                                 | 12.5 (54.5)                                                 | 4.3 (39.7)                                                  | −1.7 (28.9)                                                 | −8.9 (16)                                                   | 2.1 (35.8)                                                  |
| 最低気温記録 °C （°F）                                      | −25.4 (−13.7)                                               | −25.4 (−13.7)                                               | −22.2 (−8)                                                  | −8.4 (16.9)                                                 | −2.7 (27.1)                                                 | 2.7 (36.9)                                                  | 8.0 (46.4)                                                  | 9.1 (48.4)                                                  | 1.1 (34)                                                    | −4.6 (23.7)                                                 | −14.4 (6.1)                                                 | −22.7 (−8.9)                                                | −25.4 (−13.7)                                               |
| 降水量 mm （inch）                                          | 25.6 (1.008)                                                | 30.1 (1.185)                                                | 45.8 (1.803)                                                | 66.8 (2.63)                                                 | 89.0 (3.504)                                                | 95.7 (3.768)                                                | 113.2 (4.457)                                               | 155.2 (6.11)                                                | 140.5 (5.531)                                               | 93.4 (3.677)                                                | 80.3 (3.161)                                                | 49.0 (1.929)                                                | 984.7 (38.768)                                              |
| 降雪量 cm （inch）                                          | 63 (24.8)                                                   | 64 (25.2)                                                   | 42 (16.5)                                                   | 3 (1.2)                                                     | 0 (0)                                                       | 0 (0)                                                       | 0 (0)                                                       | 0 (0)                                                       | 0 (0)                                                       | 0 (0)                                                       | 10 (3.9)                                                    | 44 (17.3)                                                   | 227 (89.4)                                                  |
| 平均降水日数 （≥1.0mm）                                     | 7.3                                                         | 8.0                                                         | 9.1                                                         | 9.1                                                         | 9.7                                                         | 8.5                                                         | 9.8                                                         | 11.0                                                        | 9.8                                                         | 9.7                                                         | 10.4                                                        | 7.8                                                         | 110.2                                                       |
| 出典：新千歳空港測候所                                      |                                                             |                                                             |                                                             |                                                             |                                                             |                                                             |                                                             |                                                             |                                                             |                                                             |                                                             |                                                             |                                                             |

### 人口
平成27年国勢調査による人口・世帯数は95,664人・40,614世帯で、人口増加数は札幌市に次ぐ北海道内第2位となった。2011年（平成23年）8月には北海道内で10番目の人口規模になった。
| |                                        |  |
| 千歳市と全国の年齢別人口分布（2005年） | 千歳市の年齢・男女別人口分布（2005年） |  |
| ■紫色 ― 千歳市 ■緑色 ― 日本全国 | ■青色 ― 男性 ■赤色 ― 女性              |  |
| 千歳市（に相当する地域）の人口の推移 \| 1970年（昭和45年） \| 56,118人 \| \| \| 1975年（昭和50年） \| 61,031人 \| \| \| 1980年（昭和55年） \| 66,788人 \| \| \| 1985年（昭和60年） \| 73,610人 \| \| \| 1990年（平成2年） \| 78,946人 \| \| \| 1995年（平成7年） \| 84,866人 \| \| \| 2000年（平成12年） \| 88,897人 \| \| \| 2005年（平成17年） \| 91,437人 \| \| \| 2010年（平成22年） \| 93,630人 \| \| \| 2015年（平成27年） \| 95,648人 \| \| \| 2020年（令和2年） \| 97,950人 \| \| |                                        |  |
| 総務省統計局 国勢調査より |                                        |  |
| 1970年（昭和45年） | 56,118人                               |  |
| 1975年（昭和50年） | 61,031人                               |  |
| 1980年（昭和55年） | 66,788人                               |  |
| 1985年（昭和60年） | 73,610人                               |  |
| 1990年（平成2年） | 78,946人                               |  |
| 1995年（平成7年） | 84,866人                               |  |
| 2000年（平成12年） | 88,897人                               |  |
| 2005年（平成17年） | 91,437人                               |  |
| 2010年（平成22年） | 93,630人                               |  |
| 2015年（平成27年） | 95,648人                               |  |
| 2020年（令和2年） | 97,950人                               |  |

#### 消滅集落
2015年国勢調査によれば、以下の集落は調査時点で人口0人の消滅集落となっている。
- 千歳市 - 西森、紋別、幌美内、モラップ、支寒内、奥潭、水明郷、美笛、藤の沢、柏台南、柏台

### 隣接する自治体
石狩振興局
- 札幌市
- 恵庭市

胆振総合振興局
- 苫小牧市
- 伊達市
- 勇払郡安平町
- 白老郡白老町

空知総合振興局
- 夕張郡長沼町
- 夕張郡由仁町

## 歴史
千歳（シコツ）は札幌の低地帯と勇払原野の間にあり、太平洋と日本海を繋ぐ交通の要衝「千歳越え、シコツ越え」として知られていた。「シコツ」の地名は文献に初めて登場するのは1660年（万治3年）の『福山秘府』と言われており、その後の記述には「志古津」（シコツ）が登場している。この地域はアイヌと和人が交易する場として16の場所（シコツ十六場所）があり、江戸時代にはユウフツ場所に編入されて千歳川会所が置かれている。

### 年表
「ちとせ略年表」参照
- 縄文時代より栄えた。
- 平安時代の皇朝十二銭隆平永宝が流通している。
- 1644年（正保元年）：『正保御国絵図』にシコツ越えが描かれる。
- 1658年（万治元年）：志古津弁天堂（現在の釜加神社、千歳神社末社）建立。
- 1805年（文化02年）：羽太正養（箱館奉行）が「シコツ」を「千歳」と命名。
- 1857年（安政04年）：荒井金助・村垣淡路守（村垣範正）が石狩—千歳間道路（札幌越新道）開削。
- 1869年（明治02年）：北海道に11国86郡が置かれ、胆振国千歳郡となる。
- 1873年（明治06年）：札幌本道（後の国道36号）開通。千歳に開拓使駅逓所開設。
- 1880年（明治13年）：苫小牧村に勇払外5郡役所開庁。千歳に千歳郡千歳村外五ヶ村戸長役場開庁（管轄は千歳村、烏柵舞村（うさくまい）、長都村（おさつ）、蘭越村（らんこし）、漁村、島松村）。
- 1888年（明治21年）：さけ・ますふ化場（現在の北海道区水産研究所千歳さけます事業所）開設。
- 1897年（明治30年）：漁村・島松村が分離。漁村外一ヶ村戸長役場（現在の恵庭市）開庁。千歳郡千歳村外四ヶ村戸長役場開庁（管轄は千歳村、烏柵舞村、長都村、蘭越村）。
- 1908年（明治41年）：王子軽便鉄道（山線）運行開始（1951年廃止）。
- 1910年（明治43年）：王子製紙千歳第一発電所送電開始。
- 1915年（大正04年）：千歳村（千歳・烏柵舞・長都・蘭越の各村が合併）が北海道二級町村制施行。
- 1926年（大正15年）：北海道鉄道札幌線（苗穂—沼ノ端間）開業。千歳停車場（千歳駅）、美々停車場（美々駅）設置（2017年廃止）。小樽新聞社の飛行機「北海」1号機（酒井憲次郎が操縦）が村民造成の離着陸場に着陸。
- 1934年（昭和09年）：千歳飛行場完成。
- 1936年（昭和11年）：千歳鉱山創立（1939年製錬所完成、1986年休山）。
- 1939年（昭和14年）：一級町村制施行。海軍航空隊開庁（陸上攻撃機・艦上戦闘機部隊）。
- 1942年（昭和17年）：町制施行し、千歳町となる。
- 1943年（昭和18年）：鉄道省（日本国有鉄道の前身）が北海道鉄道を買収。国鉄（現在の北海道旅客鉄道）千歳線となる。
- 1949年（昭和24年）：支笏湖地域が「支笏洞爺国立公園」指定。
- 1951年（昭和26年）：民間航空再開し、千歳—羽田間に民間航空機就航。
- 1952年（昭和27年）：町章制定。
- 1953年（昭和28年）：千歳（千歳橋）—札幌（豊平町定山渓鉄道線踏切）間道路舗装竣工（弾丸道路）。
- 1954年（昭和29年）：陸上自衛隊東千歳駐屯地開庁。
- 1957年（昭和32年）：航空自衛隊千歳基地開庁。
- 1958年（昭和33年）
  - 7月[23]：市制施行し、千歳市となる。
  - 時期不明：長都駅開業。丸駒—石山間、美笛—大滝間道路開通。
- 1960年（昭和35年）：『全国レクリエーション大会』開催（支笏湖）。
- 1961年（昭和36年）：『全国植樹祭』開催（支笏湖・モラップ）。千歳飛行場東側滑走路供用開始。
- 1963年（昭和38年）：千歳空港ターミナルビル供用開始。
- 1964年（昭和39年）：道央地域が「新産業都市」指定。
- 1965年（昭和40年）：国鉄千歳線千歳—恵庭間複線化。
- 1967年（昭和42年）：道立千歳病院移管となり、千歳市立病院開院。北海道内初の有料道路となる支笏湖畔有料道路開通（1984年無料化）。市内路線バス運行開始（北海道中央バス、千歳バス（現在の千歳相互観光バス））。
- 1969年（昭和44年）：アメリカ合衆国アンカレッジと「姉妹都市」提携。
- 1971年（昭和46年）：道央自動車道（道央道）初の供用区間となる北広島IC—千歳IC間開通（1972年に4車線供用開始）。
- 1975年（昭和50年）：支笏湖温泉通湯式。
- 1977年（昭和52年）：国設美笛野営場（現在の美笛キャンプ場）開設。支笏湖畔に国民休暇村（現在の休暇村）開設。
- 1978年（昭和53年）：泉沢スキー場開設。
- 1979年（昭和54年）：『千歳支笏湖氷濤まつり』初開催。市民憲章制定。『千歳川鮭まつり』（現在のインディアン水車まつり）初開催。泉沢向陽台開村式。
- 1980年（昭和55年）：国鉄千歳線高架供用開始。千歳空港駅（現在の南千歳駅）開業。千歳線電化供用開始。
- 1981年（昭和56年）：千歳国際空港開港指定。『千歳日航ポピュラーマラソン』（現在の千歳JAL国際マラソン）初開催。千歳観光連盟が済州道観光協会と姉妹提携。国鉄石勝線開業。
- 1984年（昭和59年）：千歳市民文化センター開設。国道276号美笛峠新ルート開通。
- 1985年（昭和60年）：ナイベツ川湧水が「名水百選」認定。
- 1986年（昭和61年）：市の木・花・鳥制定。
- 1988年（昭和63年）：新千歳空港開港。ノルウェーコングスベルグと「友好親善都市」提携。
- 1989年（平成元年）：「道央テクノポリス地域」（テクノポリス）指定。『第44回国民体育大会』（はまなす国体）野球競技会開催。
- 1992年（平成04年）：『国際連合アジア・太平洋経済協力千歳会議』（国連フォーラム）開催。新千歳空港ターミナルビル供用開始。新千歳空港駅開業。
- 1993年（平成05年）：千歳市開基記念総合武道館開館。「千歳・苫小牧地方拠点都市地域」（拠点都市）指定。
- 1994年（平成06年）：鹿児島県指宿市と「姉妹都市」提携。新千歳空港が日本国内初となる24時間開港（6枠）運用開始。インディアン水車公園「千歳サケのふるさと館」開館。
- 1996年（平成08年）：新千歳空港B滑走路供用開始。千歳・苫小牧・恵庭災害時広域「相互応援協定」締結。市の魚（ヒメマス・サケ）制定。『国際農業シンポジウム』開催。
- 1997年（平成09年）：『アジア太平洋経済社会委員会』（ESCAP）調整グループ会合開催。
- 1998年（平成10年）：千歳科学技術大学開学（2019年公立化）。水産庁が市に譲渡した千歳市支笏湖ヒメマスふ化場開設。
- 1999年（平成11年）：道央圏連絡道路新千歳空港ランプ—日の出ランプ間供用開始。千歳信用組合事業譲渡決定。「千歳川放水路計画」中止決定。道東自動車道（道東道）千歳恵庭JCT—夕張IC間開通。北央信用組合営業開始。
- 2001年（平成13年）：道央農業協同組合（JA道央）発足。千歳アルカディア・プラザ開業。
- 2002年（平成14年）：市立千歳市民病院開院。
- 2003年（平成15年）：道央圏連絡道路日の出ランプ—寿ランプ間供用開始。
- 2004年（平成16年）：ペウレ千歳（現在の千歳ステーションプラザ）開業。中華人民共和国長春市と「友好親善都市」締結。
- 2005年（平成17年）：千歳アウトレットモール・レラ開業。道の駅サーモンパーク千歳オープン。
- 2007年（平成19年）：支笏湖漁業協同組合設立。
- 2010年（平成22年）：新千歳空港国際線旅客ターミナルビル供用開始。千歳市防災学習交流センター「そなえーる」開設。道央圏連絡道路寿ランプ—中央ランプ間供用開始。
- 2012年（平成24年）：航空自衛隊千歳硬式野球部が『第38回社会人野球日本選手権大会』初出場。
- 2013年（平成25年）：北海道千歳高等支援学校開学[24]。道央道新千歳空港IC供用開始[25][26]。
- 2015年（平成27年）：新千歳空港24時間運用枠拡大（30枠）。道の駅サーモンパーク千歳・サケのふるさと 千歳水族館リニューアルオープン[27][28]。
- 2017年（平成29年）：北海道千歳リハビリテーション大学開学。

## 政治

### 行政

#### 市長
歴代首長
| 戸長     | 戸長       | 戸長                       | 戸長                                  |
| 歴代     | 氏名       | 就任年月日                 | 備考                                  |
| -------- | ---------- | -------------------------- | ------------------------------------- |
| 初代     | 石山専蔵   | 1880年（明治13年）3月1日   |                                       |
| 2代      | 秦一明     | 1880年（明治13年）10月25日 |                                       |
| 臨時代理 | 石山専蔵   | 1884年（明治17年）         |                                       |
| 3代      | 太尾長祥   | 1884年（明治17年）11月22日 |                                       |
| 4代      | 下宮良平   | 1886年（明治19年）3月2日   |                                       |
| 5代      | 三木勉     | 1887年（明治20年）6月1日   |                                       |
| 6代      | 常葉隆久   | 1892年（明治25年）2月8日   |                                       |
| 7代      | 増川兵蔵   | 1893年（明治26年）6月13日  |                                       |
| 8代      | 岩田秀雅   | 1897年（明治30年）5月20日  | 明治30年7月、漁村・島松村分村         |
| 9代      | 橘莞爾     | 1898年（明治31年）7月29日  | 明治32年8月北海道区制、一・二級町村制 |
| 10代     | 岩田外喜男 | 1902年（明治35年）4月20日  |                                       |
| 11代     | 福士武美   | 1903年（明治36年）4月10日  |                                       |
| 12代     | 中川種次郎 | 1903年（明治37年）4月20日  |                                       |
| 13代     | 深田猪七郎 | 1903年（明治37年）6月1日   |                                       |
| 14代     | 国谷清之助 | 1911年（明治45年）5月27日  |                                       |
| 15代     | 川村隆吾   | 1913年（大正2年）12月24日  |                                       |
| 16代     | 間山俊助   | 1914年（大正3年）5月30日   |                                       |
| 村長     |            |                            |                                       |
| 歴代     | 氏名       | 就任年月日                 | 備考                                  |
| 初代     | 間山俊助   | 1915年（大正4年）4月1日    | 二級町村制施行                        |
| 2代      | 山田旦     | 1916年（大正5年）6月30日   |                                       |
| 3代      | 後藤彌次郎 | 1918年（大正7年）12月10日  |                                       |
| 4代      | 山田旦     | 1923年（大正12年）1月31日  |                                       |
| 5代      | 川合新三郎 | 1925年（大正14年）3月24日  |                                       |
| 6代      | 鹿目徳親   | 1930年（昭和5年）1月23日   |                                       |
| 7代      | 清水良作   | 1932年（昭和7年）9月21日   |                                       |
| 8代      | 畠山定吉   | 1936年（昭和11年）1月30日  |                                       |
| 臨時代理 | 畠山定吉   | 1939年（昭和14年）4月1日   | 一級町村制施行                        |
| 職務管掌 | 高橋綱三郎 | 1939年（昭和14年）7月15日  |                                       |
| 9代      | 岡本幸信   | 1939年（昭和14年）10月14日 |                                       |
| 町長     |            |                            |                                       |
| 歴代     | 氏名       | 就任年月日                 | 備考                                  |
| 初代     | 岡本幸信   | 1942年（昭和17年）5月1日   | 町制施行                              |
| 臨時代理 | 舛田岩雄   | 1946年（昭和21年）11月7日  |                                       |
| 臨時代理 | 中川種次郎 | 1946年（昭和21年）12月21日 |                                       |
| 2代      | 山崎友吉   | 1947年（昭和22年）4月15日  | 地方自治法施行（昭和22年5月）公選     |
| 市長     |            |                            |                                       |
| 歴代     | 氏名       | 就任年月日                 | 退任年月日                            |
| 初代     | 山崎友吉   | 1958年（昭和33年）7月1日   | 1959年（昭和34年）4月29日             |
| 2代      | 米田忠雄   | 1959年（昭和34年）4月30日  | 1975年（昭和50年）3月22日             |
| 3代      | 東峰元次   | 1975年（昭和50年）4月27日  | 1987年（昭和62年）4月26日             |
| 4代      | 梅沢健三   | 1987年（昭和62年）4月27日  | 1991年（平成3年）4月26日              |
| 5代      | 東川孝     | 1991年（平成3年）4月27日   | 2003年（平成15年）4月26日             |
| 6代      | 山口幸太郎 | 2003年（平成15年）4月27日  | 2023年（令和5年）4月26日              |
| 7代      | 横田隆一   | 2023年（令和5年）4月27日   | 現職(通算1期)                         |

#### 基地対策
千歳市は、自衛隊基地「地域における生活環境又はその周辺地域の開発に及ぼす影響の程度及び範囲その他の事情」を防衛大臣によって考慮された結果として防衛施設周辺の生活環境の整備等に関する法律第9条の「特定防衛施設関連市」に指定されており、例年は特定防衛施設周辺整備調整交付金を中央政府より受け取り、公共事業や教育経費など様々な用途に使用している。平成27年度の交付金事業（単年度）は全40事業で、交付金合計額は7億8,258万2千円となっている。また、現在継続中の特定防衛施設周辺整備調整交付金基金事業数は、平成28年9月1日時点で4事業（千歳市民文化センター改修事業、消防車更新事業、防犯灯整備事業、夜間急病センター整備事業）が継続中で、合計事業費総額は13億4,362万4千円程である。
北海道防衛局事業（政府事業）として、航空機騒音に伴う住宅防音工事の助成や航空機騒音に伴う移転措置事業があり、飛行場の騒音は低下傾向にあると市は説明しているが、市民は窓を開けられないため、夏は高音の室温で生活しなければならず、防音助成は昭和57年3月告示後の新築住宅には適用されず、また助成基準はうるささ指数75WECPNL以上（公害対策基本法第9条による環環境基準は70以下）の住宅しか対象にならず、また深夜早朝、土・日、祝日の飛行、午後10時から午前7時までの就寝時間帯でも無規制で飛行しているなど、未解決の騒音問題があることを市は認めている。このような事情から、千歳市は、「国防に伴う諸障害は一部の国民のみが負担するものではなく、広く国民全体が負担すべきである」との考えのもと、騒音対策を中央政府に求めている。
在日米軍再編に当たり、2005年（平成17年）10月29日の「日米安全保障協議委員会」（2プラス2）合意により、在日米軍訓練は米軍航空施設から他の軍用施設へ分散拡大されることになり、同年10月31日に札幌防衛施設局は千歳飛行場を訓練分散候補地に指定した。これ以降、千歳市は在日米軍訓練受け入れ自治体として在日米軍訓練対策を実施することになり、関連情報を市民に提供している。
終戦後の1945年10月から連合国軍最高司令官総司令部による部隊進駐、加えて1952年に創設された保安隊により、市内には一時数万人規模の基地関係者が居住するようになった。1950年頃からは、彼らを目当てにしたビアホールやパンパンハウスなどで構成される歓楽街も基地外に広がり始め、1953年時点で九州方面からやってきた1300人の売春婦が営業活動を行っていた。売春行為から派生して麻薬法、外為法がらみの問題が続出したため、日米合同委員会風紀部会は他の基地とともに協議会を設置して対策を検討することとなった。また千歳市もなお、特殊貸間業に関する特別措置条例（案）を検討するなど独自の対応を模索した。なお、市内の風紀の乱れは協議会などの活動に関係なく、1954年から始まった第一騎兵隊の撤退により急速に沈静化していった。

#### 市民憲章・都市宣言
千歳市民憲章
都市宣言
- 交通安全都市宣言（昭和37年3月12日）[39]
- 清く明るく正しい選挙都市宣言（昭和41年12月22日）[39]
- 青少年健全育成都市宣言（昭和43年3月27日）[39]
- スポーツ都市宣言（昭和45年6月29日）[39]
- 暴力追放・防犯都市宣言（昭和63年3月28日）[39]

### 議会

池田と和田が最初に対決した北海道5区衆議院議員補欠選挙（2016年）の市町村別結果。千歳市は和田の得票が大幅に上回ってる。

市議会党派は自由民主党の1強状態で、千歳は自衛隊のまちだけに自衛官OBの市議が多数いるのが特徴。選挙では、新人を含めて出身組織の現役自衛官はもとよりOB、家族を含めた水面下での支援者の囲い込みや奪い合いは必至と苫小牧民報社は分析している。
道議会でも、2015年より定数が2に増え、自民党は梅尾要一と太田憲之が2議席を独占してきたが、2023年には梅尾が落選し、立憲民主党の推薦を受けた小林千代美が当選した。
国政（北海道5区）においても、厚別区や北広島市の都市リベラル層を票田とする池田真紀（立民党）に対し、千歳市の自衛隊票を地盤とする和田義明（自民党）の対決が繰り広げられている。

#### 市議会
条例定数25名。議員数24名（令和5年8月19現在）。 議長は坂野智（2024年6月就任、無会派・自由民主党所属）。定例会時期は例年3月・6月・9月・12月。常任委員会は総務文教、厚生環境、産業建設の3会がある。
2024年8月9日時点の会派構成は以下の通り。
| 会派名                 | 議席数 | 所属党派                |
| ---------------------- | ------ | ----------------------- |
| 自民党議員会           | 11     | 自由民主党              |
| 公明党議員団           | 4      | 公明党                  |
| 日本維新の会・新党大地 | 1      | 日本維新の会            |
| 日本共産党             | 1      | 日本共産党              |
| 無所属                 | 6      | 無所属4、議長1、副議長1 |

2015年4月26日から同年6月9日にかけて実施された「千歳市議会に関する市民アンケート調査」（回収率0.73 %、回答者平均年齢63.0歳）によると、回答者のうち議員報酬の減額を希望する市民は64.5 %、議員定数の削減を希望する市民は78.9 %であった。定数削減を希望する回答者には、「無投票になった理由は議員が多すぎるから」「千歳市は自衛隊の町、一般市民から考えた場合20名程で十分」「100％原案通り可決されては議員じゃなく行政の仕事そのままでは」などとコメントする者もいた。この結果を受け、千歳市議会は2016年（平成28年）12月、議員定数を2議席減らす定数削減案を議決した。

#### 道議会
- 選挙区：千歳市選挙区
- 定数：2
- 任期：2023年（令和5年）5月2日から2027年（令和9年）5月1日

| 氏名       | 会派名           | 当選回数 |
| ---------- | ---------------- | -------- |
| 太田憲之   | 自民党・道民会議 | 3        |
| 小林千代美 | 民主・道民連合   | 1        |

#### 衆議院
- 任期 ： 2024年（令和6年）10月27日 - 2029年（令和10年）10月23日（「第50回衆議院議員総選挙」参照）

| 選挙区                    | 議員名   | 党派名     | 当選回数 | 備考   |
| ------------------------- | -------- | ---------- | -------- | ------ |
| 北海道第5区（千歳市など） | 池田真紀 | 立憲民主党 | 2        | 選挙区 |

### 財政
千歳市は2016年（平成28年）11月から「千歳市行政改革基本方針」を策定し、行政改革の大綱・実施計画・定員適正化計画（平成31年3月満了）を推進している。
予算（平成28年度）
- 総額：686.5億円[46]
  - 一般会計：377.3億円[46]
  - 特別会計：156.2億円[46]
  - 企業会計：119.8億円[46]

財政指数
- 財政力指数：0.780 %（平成28年度）[45]
- 経常収支比率：89.6 %（平成27年度）[45]
- 実質公債費比率：9.8 %（平成27年度）[45]
- 将来負担比率：82.1 %（平成27年度）[45]
- 地方債現在高：385億05百万円（平成27年度決算）[45]
- ラスパイレス指数：97.6 %（平成28年4月1日）[45]

## 国家機関

### 官公庁
- 法務省
  - 北海少年院
  - 紫明女子学院
  - 出入国在留管理庁札幌出入国在留管理局千歳苫小牧出張所
- 財務省
  - 函館税関千歳税関支署
- 厚生労働省
  - 北海道労働局千歳公共職業安定所（ハローワーク千歳）
  - 小樽検疫所千歳空港検疫所支所[47]
- 農林水産省
  - 横浜植物防疫所札幌支所新千歳空港出張所[48]
  - 動物検疫所北海道出張所[49]
  - 林野庁北海道森林管理局石狩森林管理署
    - 千歳森林事務所
    - 支笏森林事務所
- 国土交通省
  - 北海道開発局札幌開発建設部
    - 千歳川河川事務所
    - 千歳道路事務所
    - 千歳空港建設事業所

  - 東京航空局新千歳空港事務所[50]
  - 気象庁札幌管区気象台新千歳航空測候所[51]
  - 海上保安庁第一管区海上保安本部千歳航空基地
- 環境省
  - 北海道地方環境事務所支笏湖自然保護官事務所
- 防衛省
  - 北海道防衛局千歳防衛事務所
  - 陸上自衛隊北部方面隊
    - 第7師団司令部
    - 東千歳駐屯地
    - 北千歳駐屯地

  - 航空自衛隊航空総隊北部航空方面隊
    - 第2航空団司令部
    - 第3高射群
    - 千歳基地

  - 自衛隊札幌地方協力本部
    - 千歳地域事務所
    - 千歳・恵庭地域援護センター
      - 東千歳常駐組
      - 北千歳常駐組

  - 防衛装備庁千歳試験場

### 自衛隊

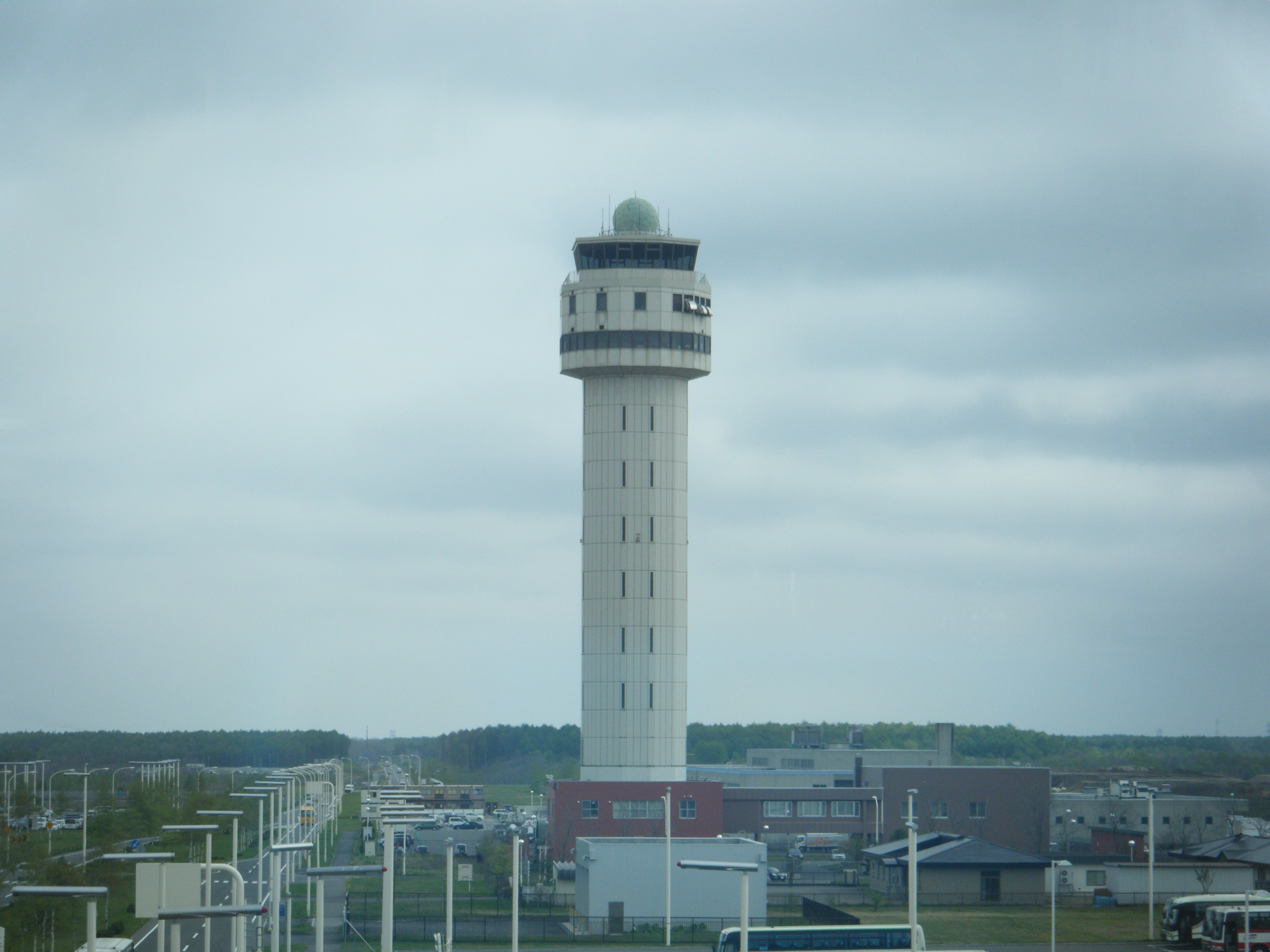
航空管制塔（2010年4月）

千歳市には陸上自衛隊東千歳駐屯地・北千歳駐屯地、航空自衛隊千歳基地の各部隊が所在している。
陸上自衛隊第7師団は北部方面隊に属する陸上自衛隊唯一の機甲師団として戦車を主体とした重戦力を保有しており、東千歳駐屯地に師団司令部を置き石狩管内南部地区と胆振・日高管内、空知管内の一部を警備担当区域としている。第1特科団は北千歳駐屯地に団本部を置く陸上自衛隊唯一の特科団であり、地対艦誘導弾、自走榴弾砲などを有する野戦砲部隊である。第1高射特科団は東千歳駐屯地に団本部を置く陸上自衛隊最大の高射特科団で、航空自衛隊と連携して北海道の防空を担っている。
航空自衛隊千歳基地は北海道の第一線航空基地として北部航空方面隊に属する第2航空団が展開している。第2航空団は戦闘航空団で、北日本全空域の領空侵犯に対処するほか、陸上・海上自衛隊の作戦行動に対する支援に当たっている。また、基地には日本国政府専用機を運用する特別航空輸送隊を配備しており、千歳飛行場に格納庫がある。
千歳管制隊は千歳飛行場、新千歳空港とその周辺の空域の航空交通管制業務を行っている。

#### 部隊
陸上自衛隊北部方面隊
東千歳駐屯地
- 第7師団司令部
- 第11普通科連隊
- 第7特科連隊
- 第7後方支援連隊
- 第7偵察隊
- 第7施設大隊
- 第7通信大隊
- 第7化学防護隊
- 第7音楽隊
- 第7高射特科連隊（一部）
- 第1高射特科団本部
- 北部方面混成団本部
- 第1電子隊
- 第1高射特科群
- 第101高射直接支援大隊

北千歳駐屯地
- 第1特科団本部
- 第1特科群
- 第1地対艦ミサイル連隊
- 第101特科直接支援大隊
- 第71戦車連隊
- 第7後方支援連隊（一部）
- 第1高射特科群（一部）

航空自衛隊北部航空方面隊
千歳基地
- 第2航空団
- 第1移動警察隊
- 第3高射群
- 北部航空施設隊第2作業隊
- 千歳救難隊
- 基地防空教導隊
- 千歳管制隊
- 千歳気象隊
- 特別航空輸送隊
- 第3移動通信隊
- 千歳地方警務隊

### 道の機関
- 北海道千歳保健所[57]

### 独立行政法人・特殊法人等
独立行政法人
- 水産研究・教育機構北海道区水産研究所千歳さけます事業所

特殊法人等
- 日本放送協会札幌放送局千歳支局

## 施設

### 警察
警察署
- 北海道札幌方面千歳警察署

交番
- 駅前交番、新富交番、本町交番、住吉交番、向陽台交番

駐在所
- 支笏湖駐在所、泉郷駐在所

警備派出所
- 空港警備派出所

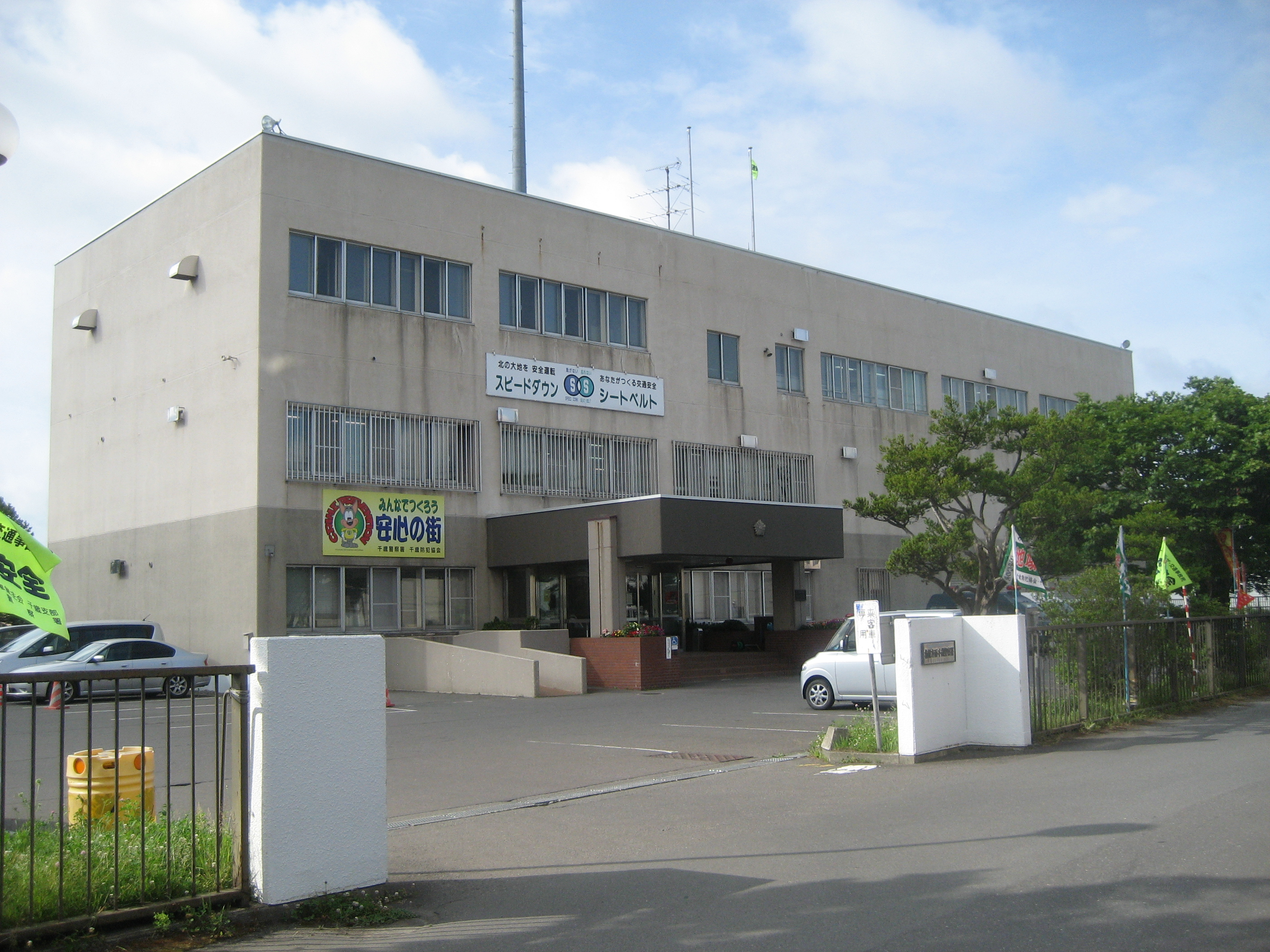
北海道札幌方面千歳警察署（2014年7月）

### 消防
本部
- 千歳市消防本部

消防署
- 千歳市消防署
  - 富丘出張所、向陽台出張所、西出張所、支笏湖温泉出張所、祝梅出張所

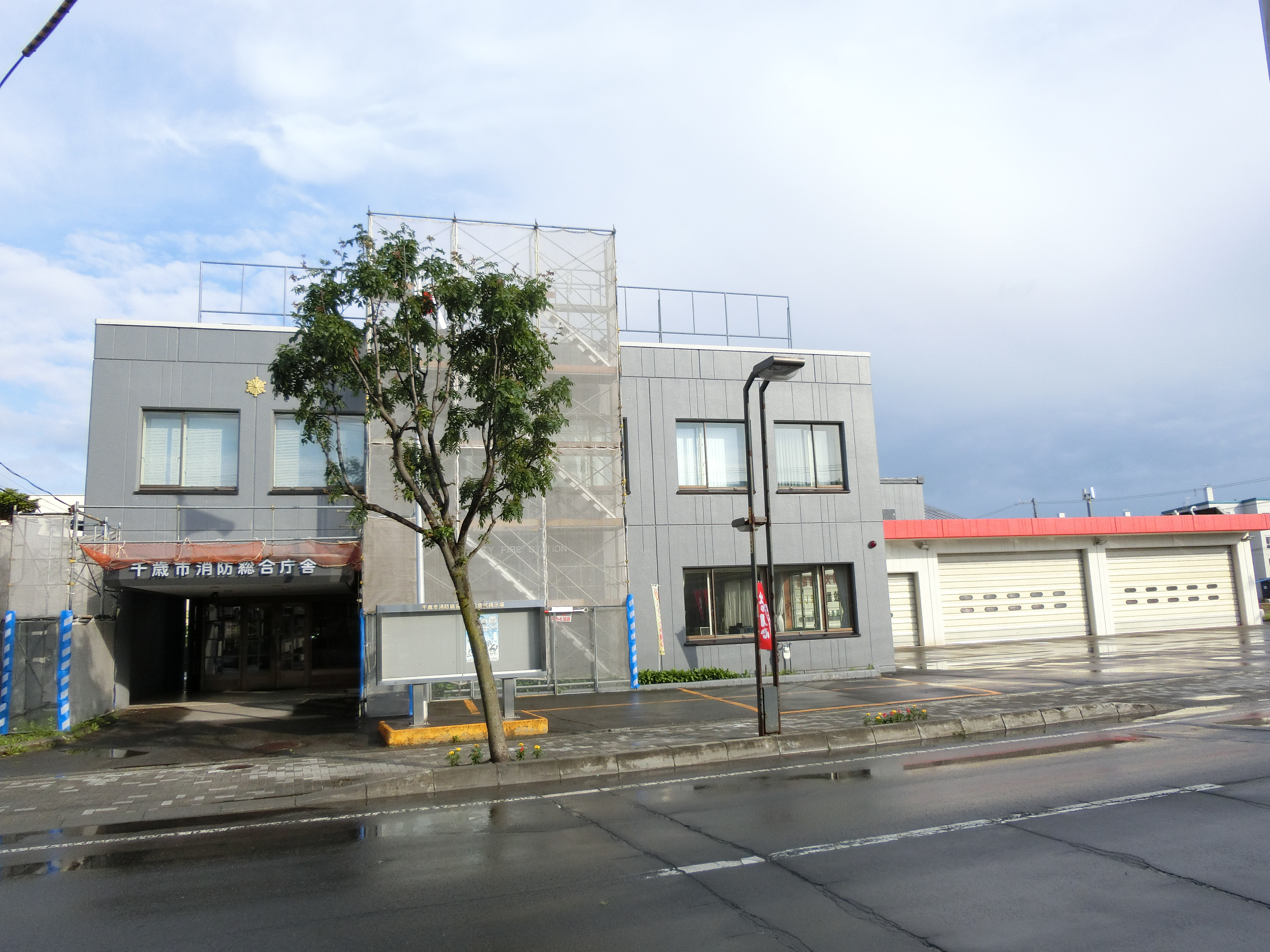
千歳市消防総合庁舎（2017年6月）

### 医療
主な病院
- いずみ会北星病院
- 尾谷病院
- 向陽台病院
- 資生会千歳病院
- 市立千歳市民病院
- 千歳桂病院
- 千歳第一病院
- 千歳豊友会病院

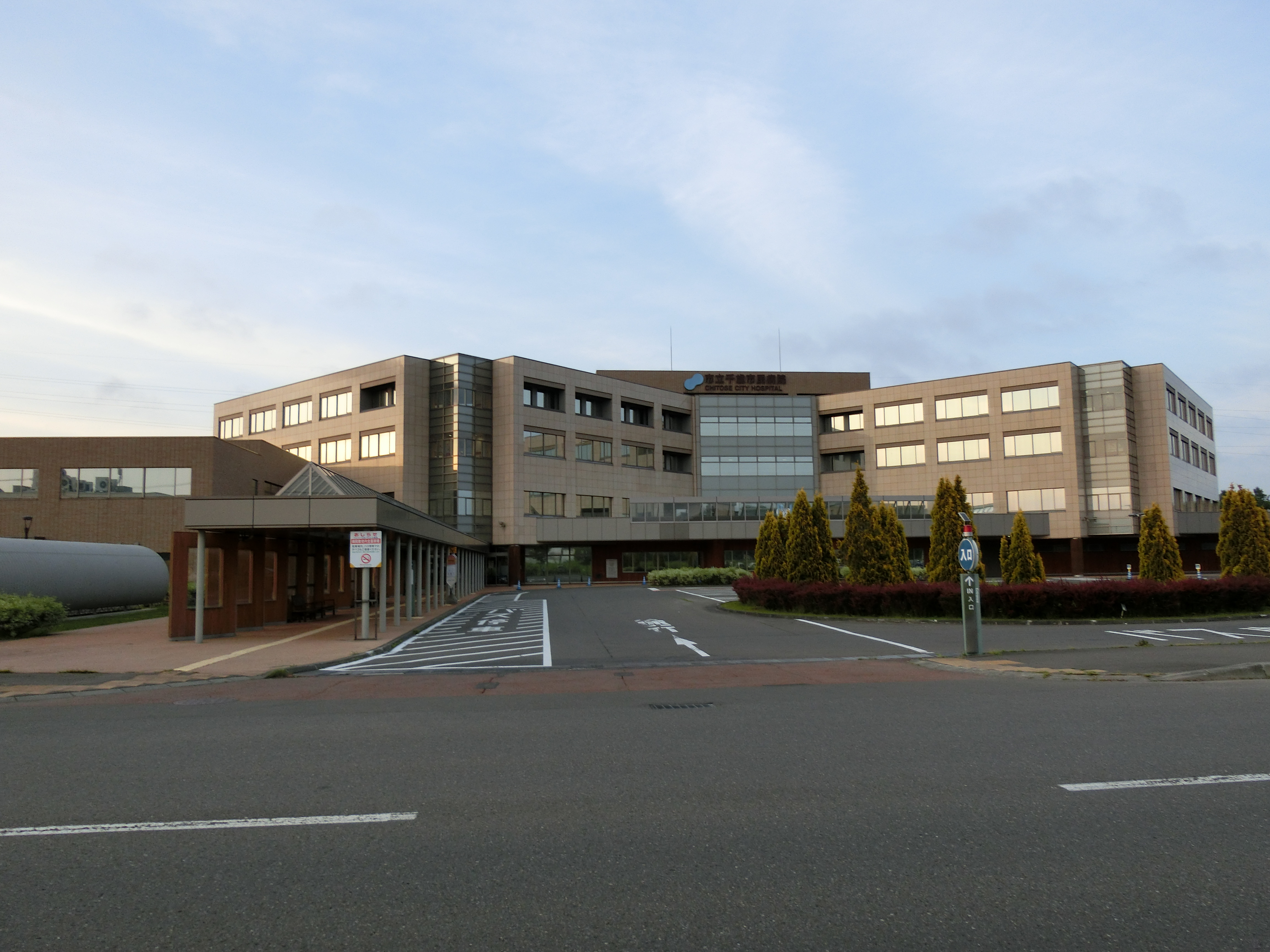
市立千歳市民病院（2017年6月）

### 郵便局
- 千歳郵便局（集配局）：東部地区を除く全域（東部地区は三川郵便局（由仁町）が集配エリア）
  - 新千歳空港分室

- 支笏湖郵便局
- 千歳梅ヶ丘郵便局
- 千歳駅前郵便局
- 千歳長都駅前郵便局
- 千歳春日郵便局
- 千歳白樺郵便局
- 千歳自由ヶ丘郵便局
- 千歳末広郵便局
- 千歳東郊郵便局
- 千歳北栄郵便局
- 千歳ヤマセミ郵便局
- 泉郷簡易郵便局

### 公共施設
- 千歳市休日夜間急病センター
- 千歳市総合福祉センター・千歳市総合保健センター
- 千歳市グリーンベルト地下駐車場[58]
- 千歳市防災学習交流施設
- 千歳市公設地方卸売市場
- 千歳市営牧場・育成畜舎
- 千歳市支笏湖ヒメマスふ化場
- 千歳市葬斎場
- 千歳市廃棄物焼却処理施設
- 千歳市廃棄物再資源化施設

### 文化施設
- 千歳市民文化センター（北ガス文化ホール）[59]
- 千歳市民ギャラリー[59]
- 千歳市青少年会館
- 千歳市立千歳公民館
- 千歳市立図書館[60]
- 千歳市埋蔵文化財センター

### 運動施設
- 千歳市スポーツセンター（ダイナックス アリーナ）[61]
- 千歳市民球場[61]
- 青葉球場[61]
- 青葉陸上競技場[61]
- 青葉公園ラグビー場[61]
- 青葉公園スケート場[61]
- 千歳市温水プール[61]
- 千歳市開基記念総合武道館[61]

ゴルフ場
- ザ・ノースカントリーゴルフクラブ
- ちとせインターゴルフクラブ
- シャムロックカントリー倶楽部
- 千歳カントリークラブ
- 新千歳カントリークラブ
- グレート札幌カントリー倶楽部

## 対外関係

### 姉妹都市･提携都市

#### 海外
姉妹都市
- アンカレッジ（アメリカ合衆国 アラスカ州）
1969年（昭和44年）4月21日 - 姉妹都市提携[62]
- コングスベルグ（ノルウェー王国 ブスケルー県）
1988年（昭和63年）8月31日 - 姉妹都市提携[62]
- 長春市（中華人民共和国 吉林省）
2004年（平成16年）10月11日 - 姉妹都市提携[62]

#### 国内
姉妹都市
- 指宿市（九州地方 鹿児島県）
1994年（平成6年）4月15日 - 姉妹都市提携[62]

## 経済
千歳市の産業別人口の構成比は、第一次産業が2.7 %、第二次産業が17.9 %、第三次産業が73.5 %になっている。事業所は宿泊・飲食サービス業と運輸・郵便業の割合が高いほか、製造業の従業員数の構成比が高いことが特徴になっている。これは支笏湖などの観光地があること、新千歳空港の利用者による宿泊が多いこと、飲食については若年者が多いこと、千歳市は1事業所当たりの従業者数が多い比較的大規模な工場が立地していることが挙げられる。

### 組合
- 道央農業協同組合（JA道央）千歳支店、東千歳支店[65]
- 北海道農業共済組合（NOSAI北海道）石狩南部家畜診療センター[66]
- 支笏湖漁業協同組合[67]
- 千歳市森林組合[68]
- 千歳市環境整備事業協同組合[69]
- 千歳市管工事業協同組合
- 千歳自動車整備協同組合

### 第一次産業
農業では農業基盤整備をもとに大規模経営と近代化を進めており、作付面積の大きい作物に小麦、てん菜、大豆などがある。水産業ではサケ・サクラマスのふ化・放流事業が行われており、日本海の北海道西部海域におけるサケ・マス増殖事業の中心的な役割を担っているほか、支笏湖ではヒメマスのふ化事業を実施している。

### 第二次産業
工業では工業団地、工業系団地への企業の立地件数は250社を超えており、千歳市の製造品出荷額は北海道内で苫小牧市、室蘭市、札幌市に次ぐ第4位となっている。

#### 工業団地
- 千歳第1工業団地
- 千歳第2工業団地
- 千歳第3工業団地
- 千歳第4工業団地
- 千歳臨空工業団地
- 千歳サイエンスパーク
- 千歳美々ワールド
- 千歳流通業務団地
- 千歳市根志越業務団地
- 千歳オフィス・アルカディア
- 新千歳空港ロジスティックスセンター

### 第三次産業
商業では新千歳空港の空港ターミナルビルや北海道内最大級のアウトレットモールがあり、北海道内外から幅広く集客する商業施設になっている。商店街は商店街振興組合連合会に6つの商店街振興組合と1つの振興会が加入している。

#### 商業施設
ショッピングセンター
- イオン北海道（イオングループ）
  - イオン千歳店
- ラルズ（アークスグループ）
  - ちとせモール[73]
- 北海道空港
  - 新千歳空港旅客ターミナルビル
- セントラルリーシングシステム
  - 千歳ステーションプラザ
- ジョーンズ ラング ラサール
  - 千歳アウトレットモール・レラ
- ランドブレイン
  - ランドブレイン千歳モール

スーパーマーケット
- ラルズ（アークスグループ）
  - スーパーアークス長都店（ちとせモール内）
  - スーパーアークス千歳店（旧ビッグハウス千歳店）
- 生活協同組合コープさっぽろ苫小牧地区
  - パセオすみよし店
  - 向陽台店
- 北雄ラッキー
  - ラッキー千歳錦町店
- 豊月
  - フードD365千歳店（旧フードD5→千歳食彩館）
- ホクレン商事
  - ホクレンショップ東郊店
- トライアルカンパニー
  - スーパーセンタートライアル千歳清流店
- 神戸物産
  - 業務スーパー千歳店
- ダイイチ（セブン&アイグループ）
  - 千歳店（ランドブレイン千歳モール内）

#### 物流
- ヤマト運輸千歳主管支店
  - 千歳駅前センター・千歳北斗センター
  - 千歳旭ケ丘センター・千歳花園センター
  - 千歳泉沢センター
- 佐川急便
  - 千歳営業所
  - 千歳空港営業所
- 日本通運
  - 千歳空港営業所
- 北海道福山通運
  - 千歳営業所

### 拠点を置く主な企業
- IHIアグリテック
- 岩田醸造
- エア・ウォーター
- カルビー
- キリンビール
- ケイシイシイ
- SUMCO
- 社台ファーム
- セイコーエプソン
- ダイナックス
- 千歳相互観光バス
- 東洋製罐
- デンソー北海道
- トッパンパッケージプロダクツ
- 日本血液製剤機構
- パナソニック インダストリー
- 北海道エアポート
- 北海道キッコーマン
- 北海道空港
- ミツミ電機
- もりもと (菓子製造)
- Rapidus

### 金融機関
- 北洋銀行千歳中央支店、千歳富丘支店、祝梅支店、千歳空港出張所
- 北海道銀行千歳支店
- 苫小牧信用金庫千歳支店、長都支店
- 北海道信用金庫（旧札幌信用金庫）千歳支店
- 北門信用金庫千歳支店
- 北央信用組合千歳支店、末広支店、北栄支店
- 北海道労働金庫千歳支店
- JAバンク北海道（北海道信用農業協同組合連合会）JA道央千歳支店、東千歳支店

## 情報･通信

### マスメディア

#### 新聞社
- 苫小牧民報社千歳支局[74]
- 北海道新聞社千歳支局、新千歳空港記者室
- 朝日新聞北海道支社千歳支局、新千歳空港分室
- 読売新聞北海道支社千歳通信部
- 毎日新聞北海道支社千歳通信部

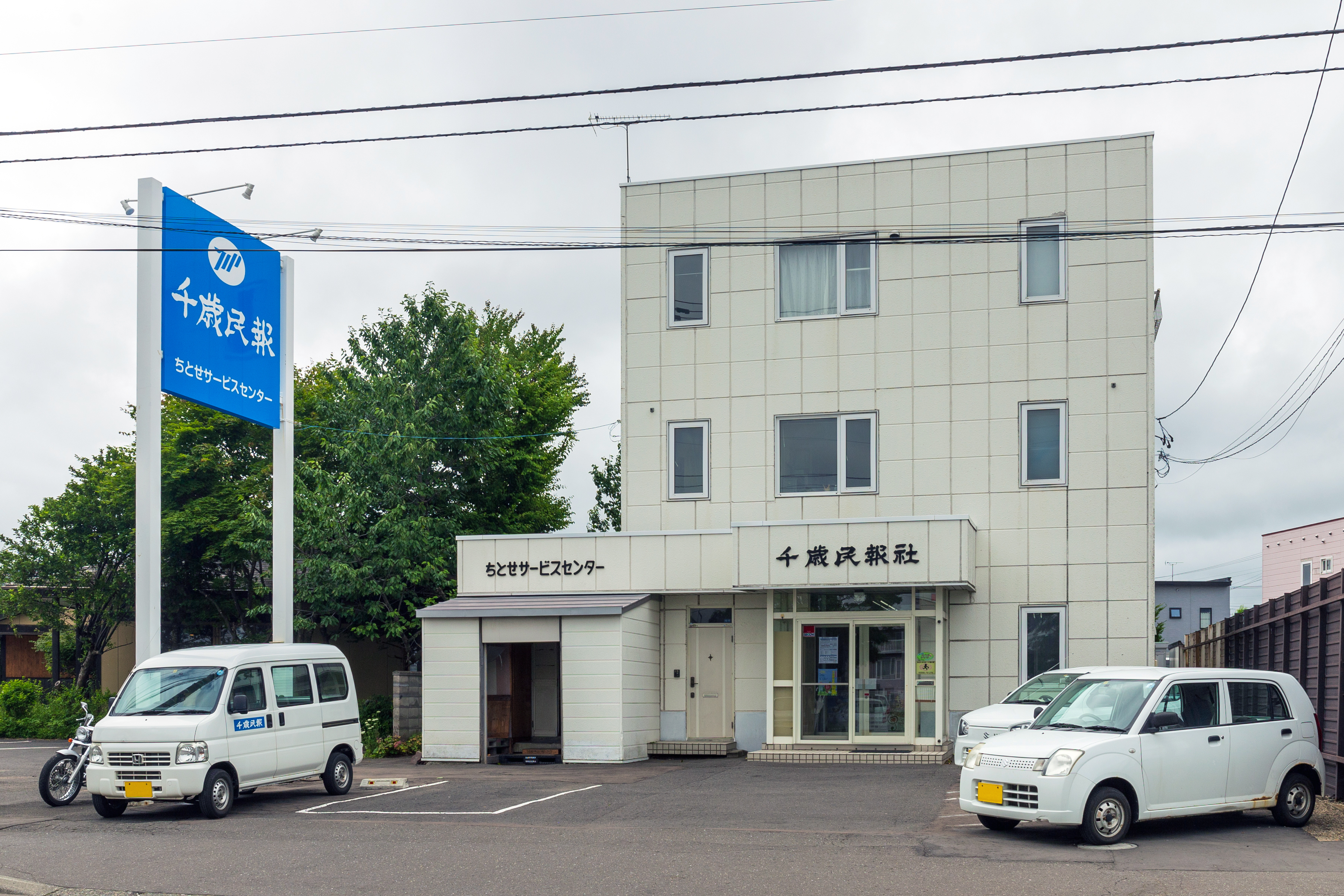
千歳民報社本社（2019年7月）

地域新聞・フリーペーパー
- えにわ・ちとせ情報紙 （えにわ・ちとせ版）
- メディアコム（生活情報紙ちゃんと）[75]

## 生活基盤

### ライフライン

#### 電力
- 北海道電力千歳支社

#### ガス
- 北海道ガス（北ガス）千歳支店

#### 上下水道
- 千歳市水道局

### その他
- 日本海さけ・ます増殖事業協会[76]

## 教育

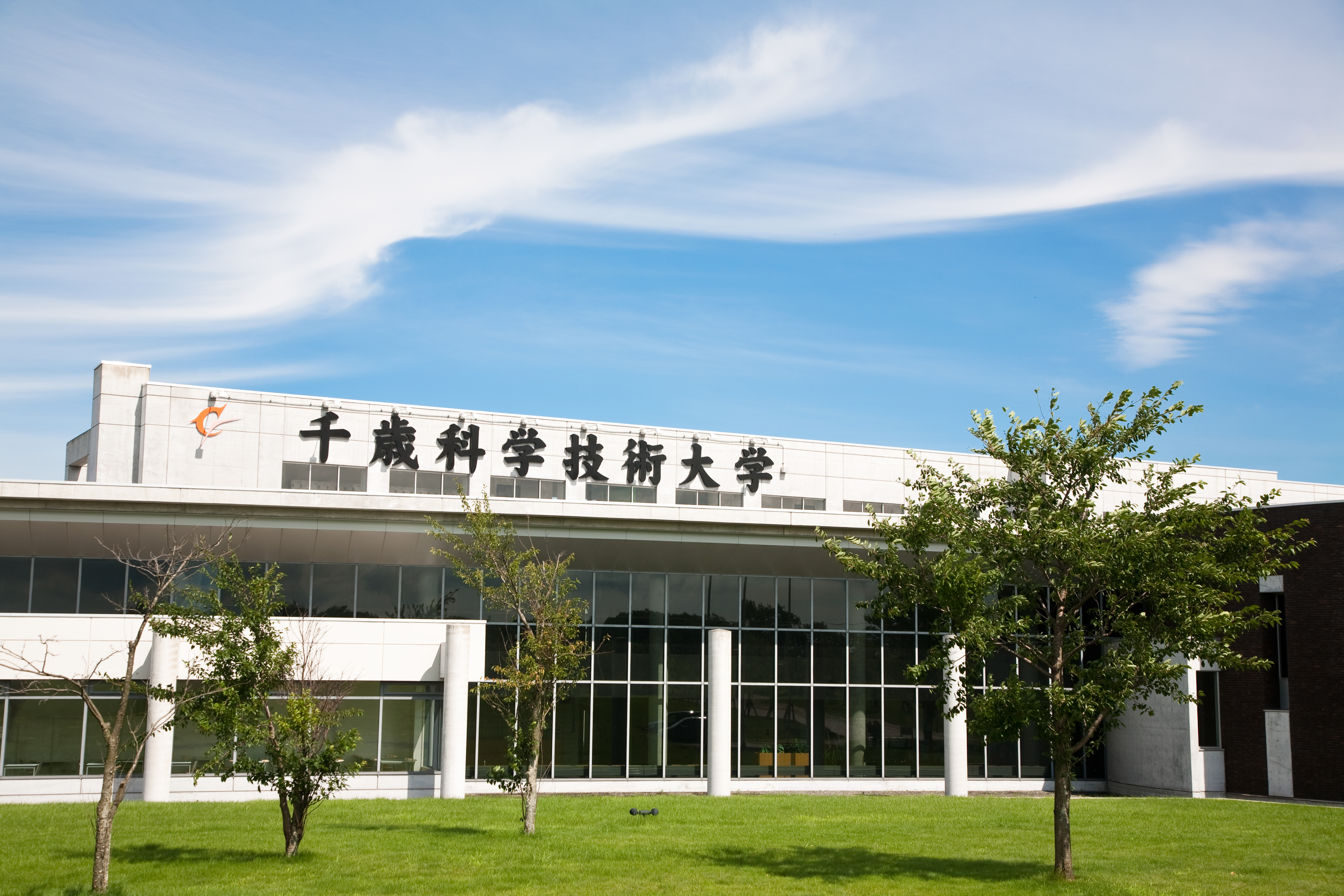
公立千歳科学技術大学本部棟

### 大学
公立
- 公立千歳科学技術大学

私立
- 北海道千歳リハビリテーション大学

### 専修学校
- 日本航空専門学校千歳キャンパス

### 高等学校
道立
- 北海道千歳高等学校
- 北海道千歳北陽高等学校

私立
- 日本航空高等学校北海道

### 中学校
市立
- 千歳市立千歳中学校
- 千歳市立青葉中学校
- 千歳市立東千歳中学校
- 千歳市立富丘中学校
- 千歳市立北斗中学校
- 千歳市立向陽台中学校
- 千歳市立勇舞中学校
- 千歳市立北進中学校（小中併設校）
- 千歳市立駒里中学校（小中併設校）

### 小学校
市立
- 千歳市立千歳小学校
- 千歳市立千歳第二小学校
- 千歳市立北栄小学校
- 千歳市立末広小学校
- 千歳市立緑小学校
- 千歳市立支笏湖小学校
- 千歳市立日の出小学校
- 千歳市立信濃小学校
- 千歳市立高台小学校
- 千歳市立東小学校
- 千歳市立祝梅小学校
- 千歳市立桜木小学校
- 千歳市立向陽台小学校
- 千歳市立北陽小学校
- 千歳市立泉沢小学校
- 千歳市立みどり台小学校
- 千歳市立北進小学校（小中併設校）
- 千歳市立駒里小学校（小中併設校）

### 特別支援学校
- 北海道千歳高等支援学校

### 幼児教育
「千歳市の認定こども園・保育園・小規模保育・事業所内保育等」参照

#### 認定こども園
- 千歳市立認定こども園 ひまわり
- 千歳市立認定こども園 つばさ
- 北斗 認定こども園
- アリス 認定こども園
- 認定こども園 千歳春日保育園
- あずさ 認定こども園
- 認定こども園 北陽幼稚園・第2北陽保育園
- 認定こども園千歳第2幼稚園
- 住吉認定こども園
- 認定こども園つくし保育園
- 認定こども園向陽台つくし幼稚園

#### 認可保育所
- 向陽台保育園
- 第2住吉保育園

小規模保育
- ありんこ保育室
- こだま保育園
- さくら保育園
- ステップ赤ちゃんる～む
- 北陽保育園
- 育未保育園
- 千歳春日保育園ポケット
- ニチイキッズ おさつ駅前保育園

事業所内保育
- ダイナックスこどもくらぶ
- 千歳みどりの保育園

夜間保育所（認可外保育施設）
- たんぽぽ夜間保育園

民間認可外保育所
- キッズハウス オハナ
- ちびっこランド千歳園

事業所内保育所（認可外保育施設）
- 市立千歳市民病院 院内保育室
- いずみ保育園

市立認可外保育所（へき地保育所）
- 支笏湖保育所
- 東千歳保育所
- 中央保育所
- 駒里保育所

#### 幼稚園
「千歳市の幼稚園」参照
- 千歳幼稚園
- メリー幼稚園
- 第2メリー幼稚園
- 千歳わかば幼稚園
- 第2わかば幼稚園
- つくし幼稚園
- くるみ幼稚園
- 青葉幼稚園

### 学校教育以外の施設
- 千歳速算学校
- 千歳自動車学校[79]

## 交通

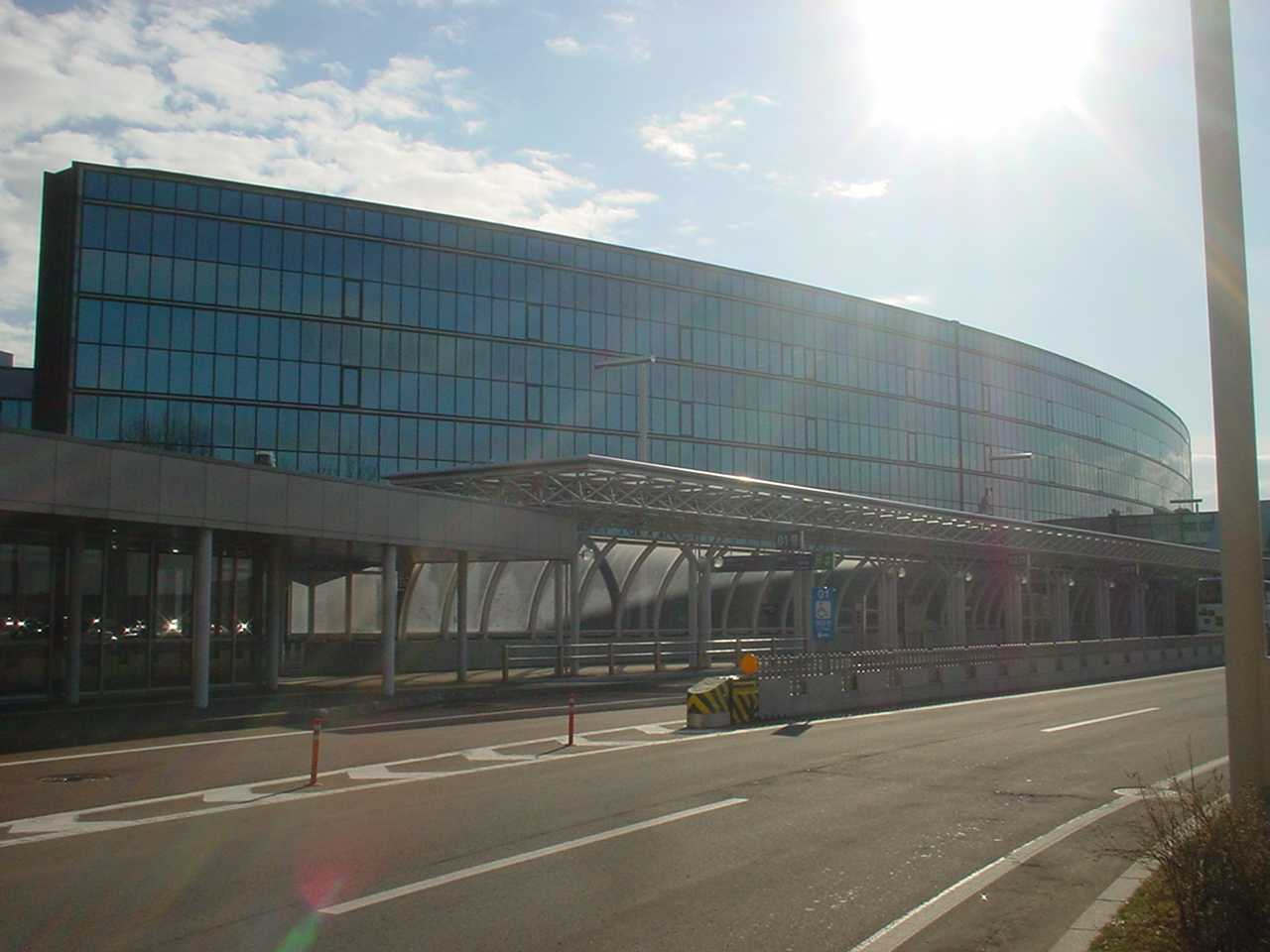
新千歳空港国内線ターミナルビル（2005年11月）

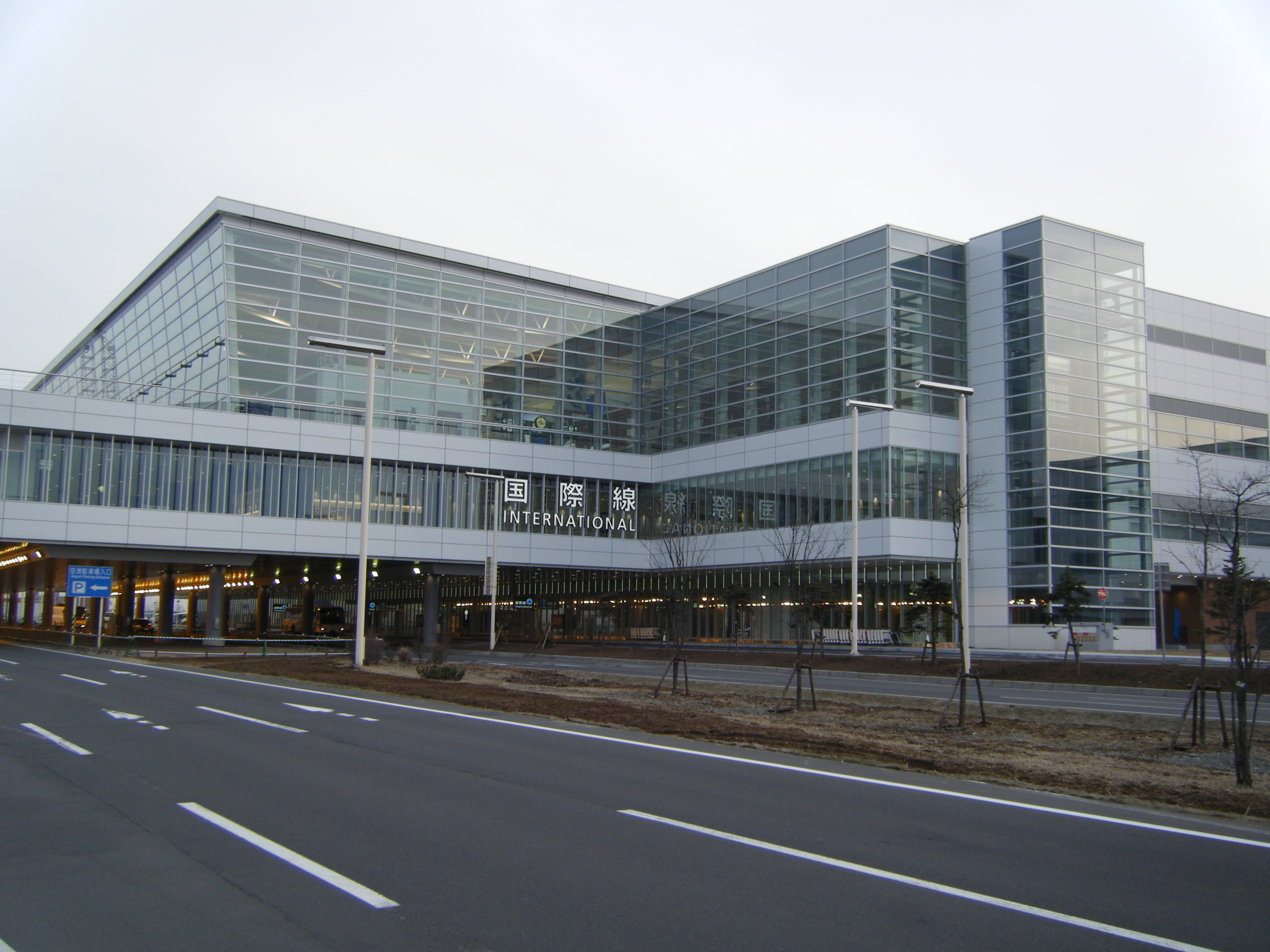
新千歳空港国際線ターミナルビル（2010年4月）

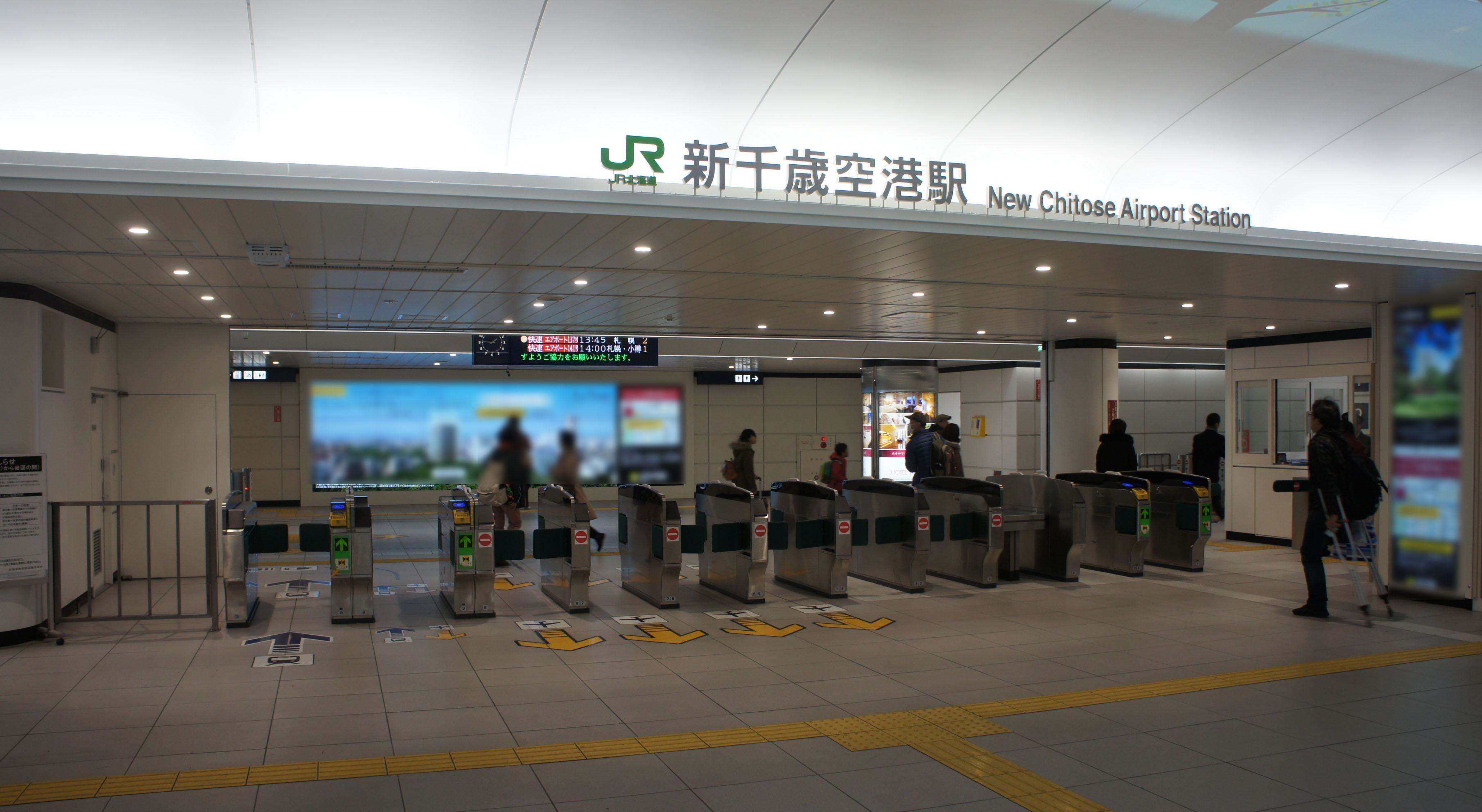
新千歳空港駅改札口（2018年12月）

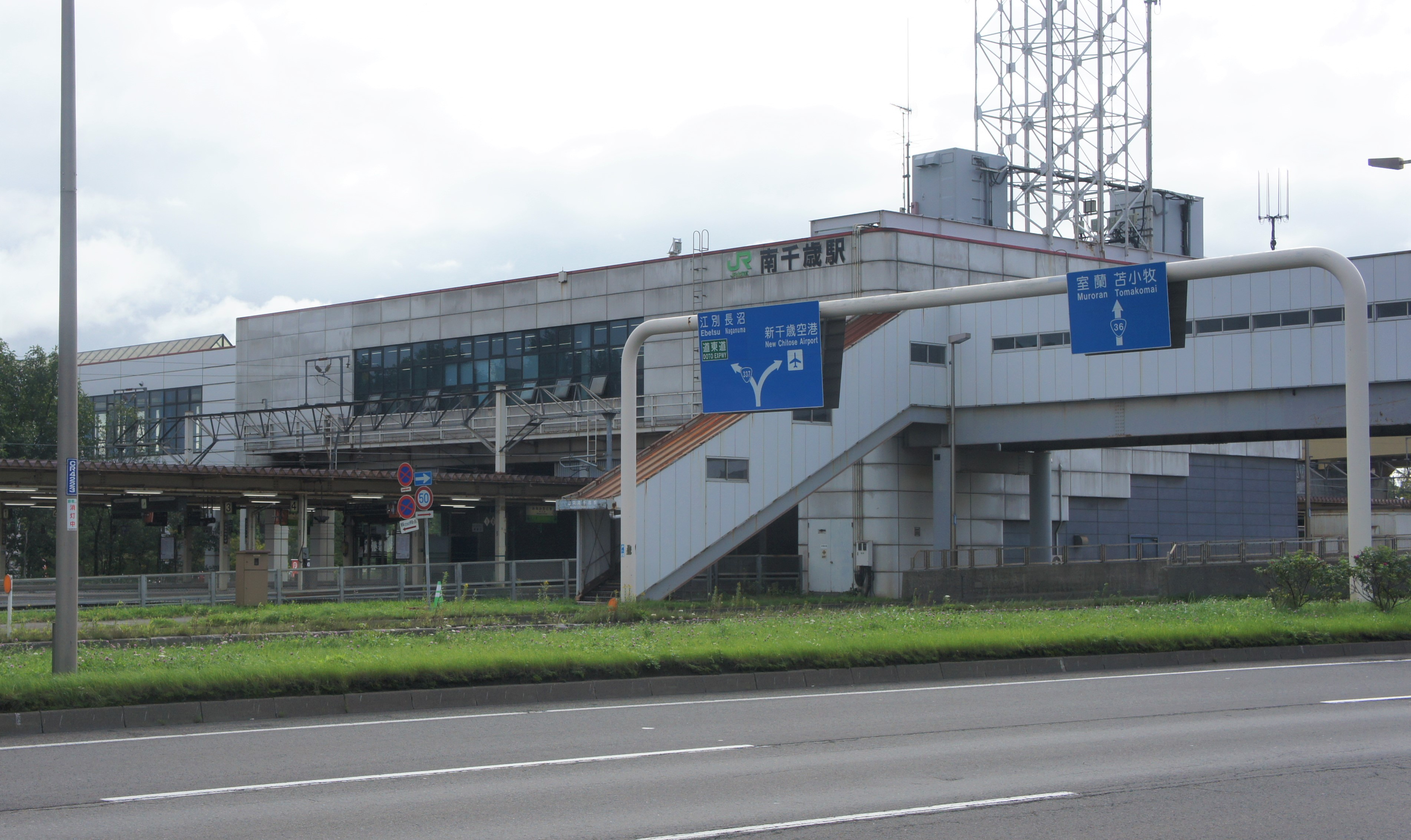
南千歳駅（2018年9月）

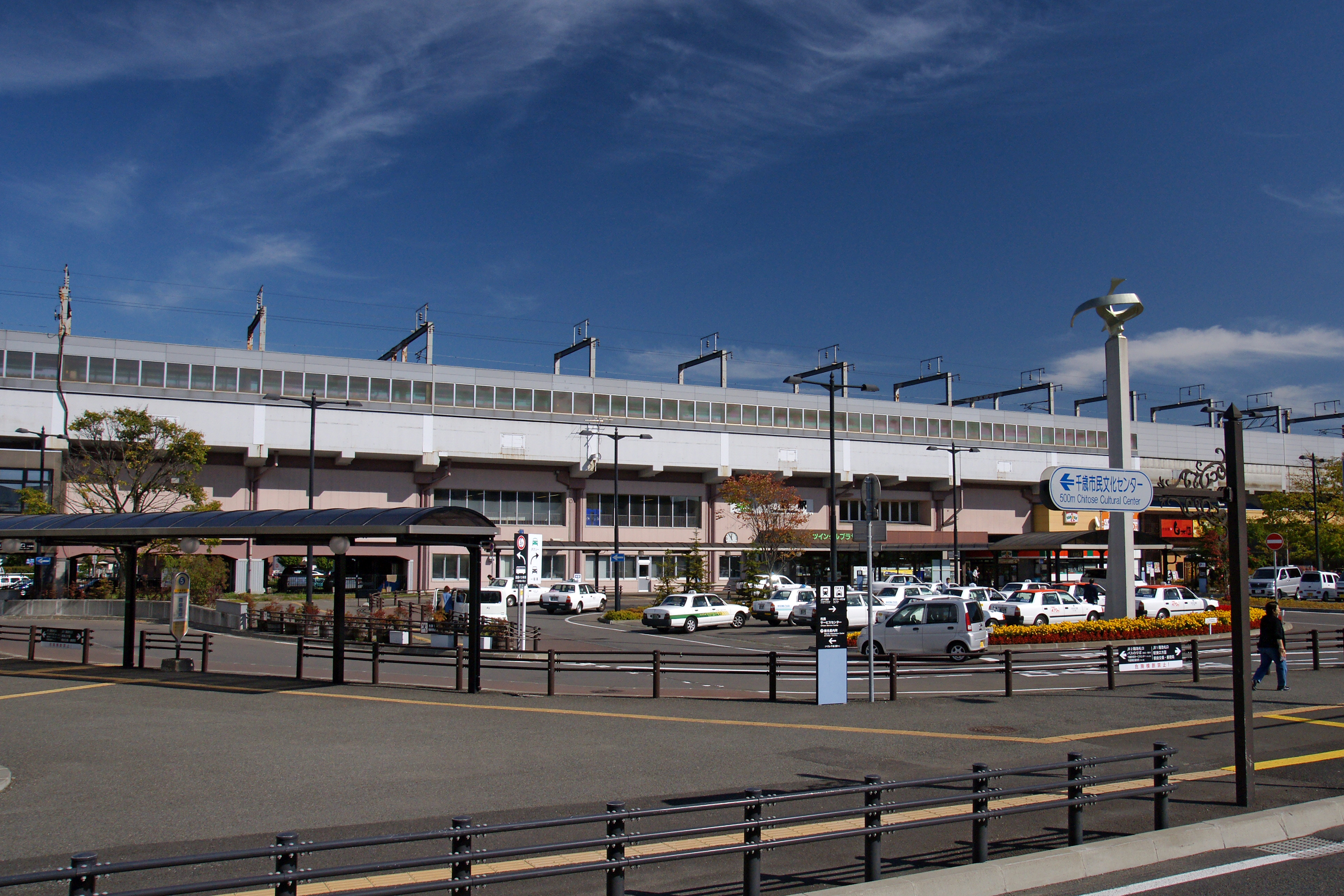
千歳駅西口（2009年10月）

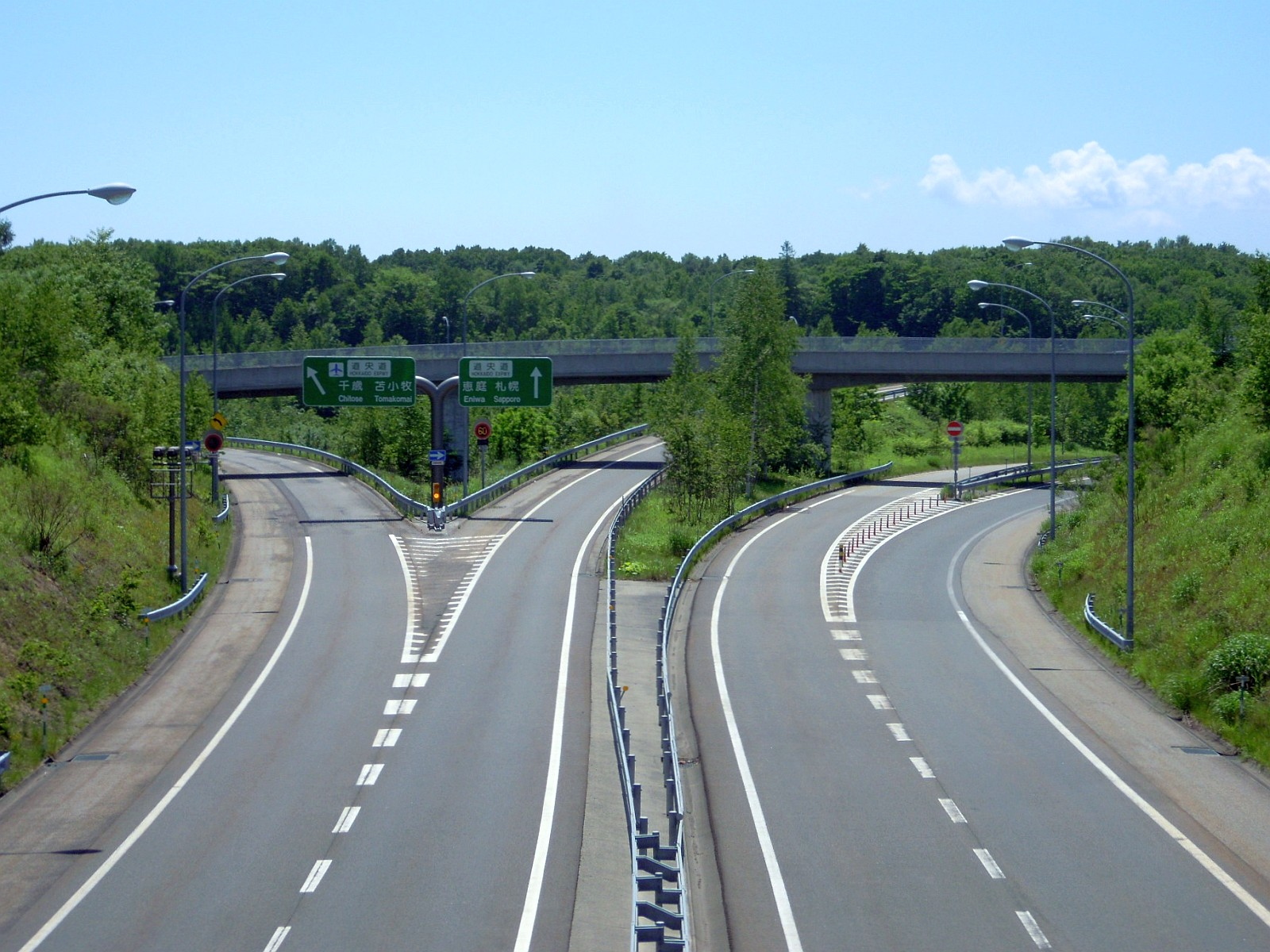
千歳恵庭JCT（2014年6月）

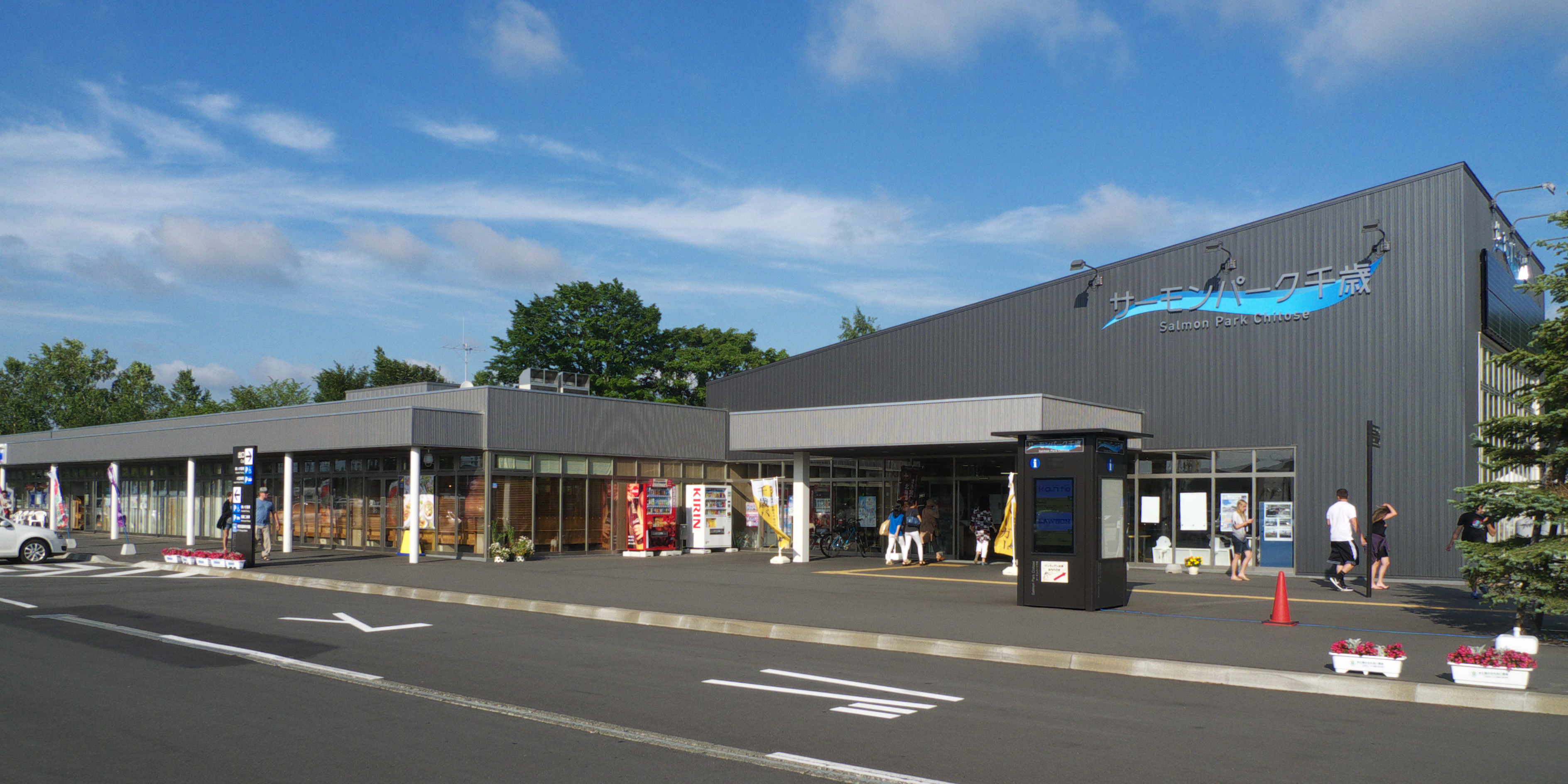
道の駅サーモンパーク千歳（2016年7月）

### 空港
- 新千歳空港
  - 2本の並行滑走路の南半分と千歳飛行場の東側滑走路南端は、苫小牧市の市域となっている。

### 鉄道
多くの特急列車が南千歳駅に停車しているが、JTB時刻表では乗降数が多い千歳駅が中心駅になっている。なお、室蘭本線追分駅 - 三川駅で市内東部を通っているが駅はない。
北海道旅客鉄道（JR北海道）
- 千歳線：長都駅 - 千歳駅 - 南千歳駅
- 千歳線（支線）：南千歳駅 - 新千歳空港駅
- 石勝線：南千歳駅

### バス

#### 路線バス
- 北海道中央バス（千歳営業所）
- 千歳相互観光バス、道南バス
- あつまバス

※かつては苫小牧市営バスが千歳線を運行していたが、2000年4月1日に廃止された。

#### 都市間バス
- 北海道中央バス（新千歳空港連絡バス）
  - ニセコバス（季節便のみ）
- 北都交通
  - 帯運観光、旭川電気軌道、網走バス
- 道南バス

### タクシー
小型車の初乗り上限運賃は550円。中型車の初乗り上限運賃は570円（いずれも距離制）。
- 金星自動車（金星ハイヤー）千歳営業所
- 北都交通（北都ハイヤー）千歳支店
- 千歳交通（千歳ハイヤー）
- ゆたか交通（ゆたかハイヤー）
- 道央交通（道央ハイヤー）
- 千歳昭和交通（昭和ハイヤー）
- 札幌エムケイ千歳営業所

### 道路

#### 高速道路
- 道央自動車道（北海道縦貫自動車道）：新千歳空港IC - 千歳IC - 千歳恵庭JCT
- 道東自動車道（北海道横断自動車道）：千歳恵庭JCT - 千歳東IC - キウスPA
- 道央圏連絡道路：新千歳空港ランプ - 日の出ランプ - 寿ランプ - 祝梅ランプ  - 中央ランプ

#### 国道
- 国道36号
- 国道234号
- 国道274号
- 国道276号
- 国道337号
- 国道453号

#### 道道
- 北海道道10号千歳鵡川線
- 北海道道16号支笏湖公園線
- 北海道道77号千歳インター線
- 北海道道78号支笏湖線
- 北海道道130号新千歳空港線
- 北海道道141号樽前錦岡線
- 北海道道226号舞鶴追分線
- 北海道道258号早来千歳線
- 北海道道600号島松千歳線
- 北海道道730号丸駒線
- 北海道道870号幌内三川停車場線
- 北海道道872号支笏湖公園自転車道線
- 北海道道967号馬追原野北信濃線
- 北海道道1045号千歳白老線
- 北海道道1091号泉沢新千歳空港線
- 北海道道1149号南千歳停車場線
- 北海道道1175号新千歳空港インター線

#### 道の駅
- サーモンパーク千歳

## 観光

### 文化財

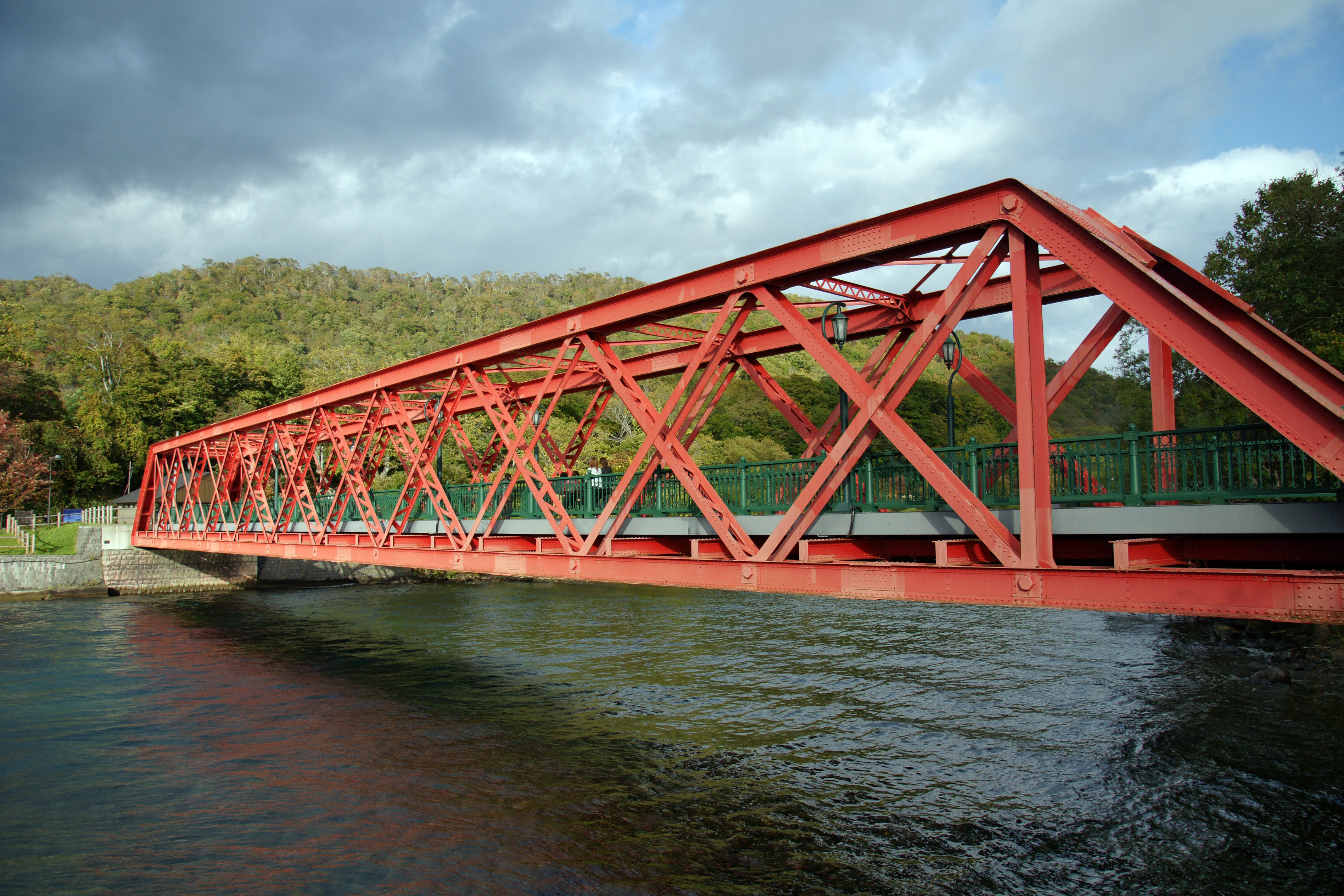
山線鉄橋（2009年10月）

#### 国指定
- 史跡
  - キウス周堤墓群[81][82]
  - ウサクマイ遺跡群[82][83]
- 重要文化財
  - 動物形土製品[82]
  - 土面[82]
  - 北海道美々8遺跡出土品[82]
- 重要無形民俗文化財
  - アイヌ古式舞踊[82]
- 天然記念物
  - 北海道犬[82]

#### 市指定
- 史跡
  - 美々貝塚[82]
- 有形文化財
  - 千歳神社境内釜加神社弁財天御厨子[82]
  - 磨製石棒[82]
  - 男性土偶[82]
  - 蕨手刀[82]
  - 駅逓看板[82]
  - 山線鉄橋[82]
- 無形文化財
  - 泉郷獅子舞[82]
  - アイヌの伝統的芸能と工芸技術[82]

### 観光スポット
支笏湖エリア
- 支笏湖
- オコタンペ湖（特別保護地区）
- 風不死岳
- 樽前山
- 恵庭岳
- 紋別岳
- 美笛の滝
- 苔の洞門（閉鎖中）
- 山線鉄橋（近代化産業遺産[84]）
- 王子製紙千歳第一発電所（近代化産業遺産[84]、土木学会選奨土木遺産）
- 休暇村支笏湖
- 支笏湖ユースホステル
- 支笏湖温泉
- 支笏湖いとう温泉
- 丸駒温泉
- 美笛キャンプ場[85]
- モラップキャンプ場

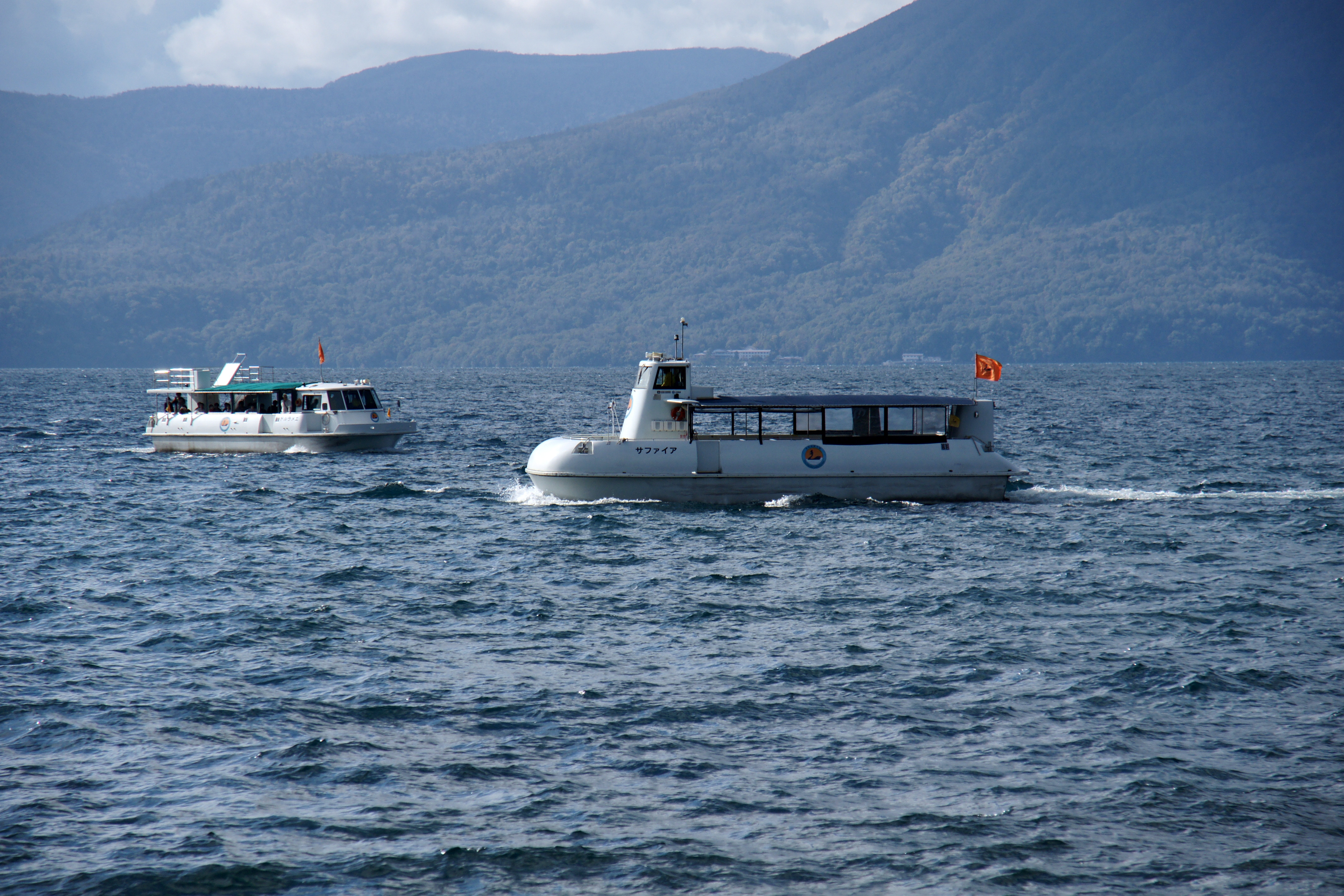
支笏湖と水中観光船（2009年10月）
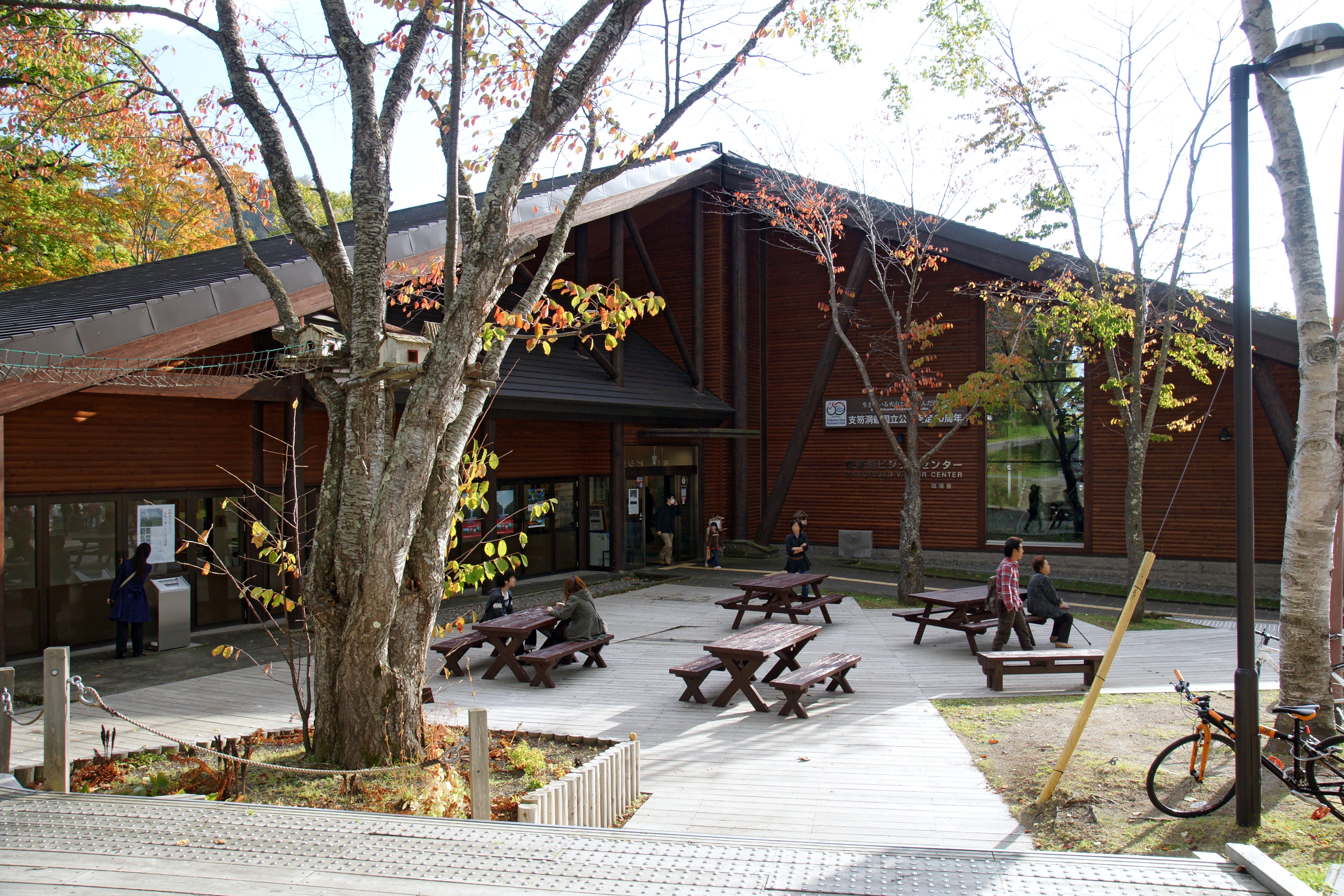
支笏湖ビジターセンター（2009年10月）

市街地エリア
- 新千歳空港
  - ドラえもん わくわくスカイパーク
  - ハローキティ ハッピーフライト
  - シュタイフ ディスカバリーウォーク
  - 新千歳空港シアター
  - 新千歳空港温泉
- 千歳アウトレットモール・レラ
- 新千歳モーターランド
- 北海道オフロードパーク
- 千歳湖（沼）
- 名水ふれあい公園（名水百選、冬季閉鎖）
- ウサクマイ遺跡群
- 青葉公園
- 千歳タウンプラザ
- サケのふるさと 千歳水族館（道の駅サーモンパーク千歳内）
  - インディアン水車
- 千歳市防災学習交流センター「そなえーる」
- 千歳市埋蔵文化財センター

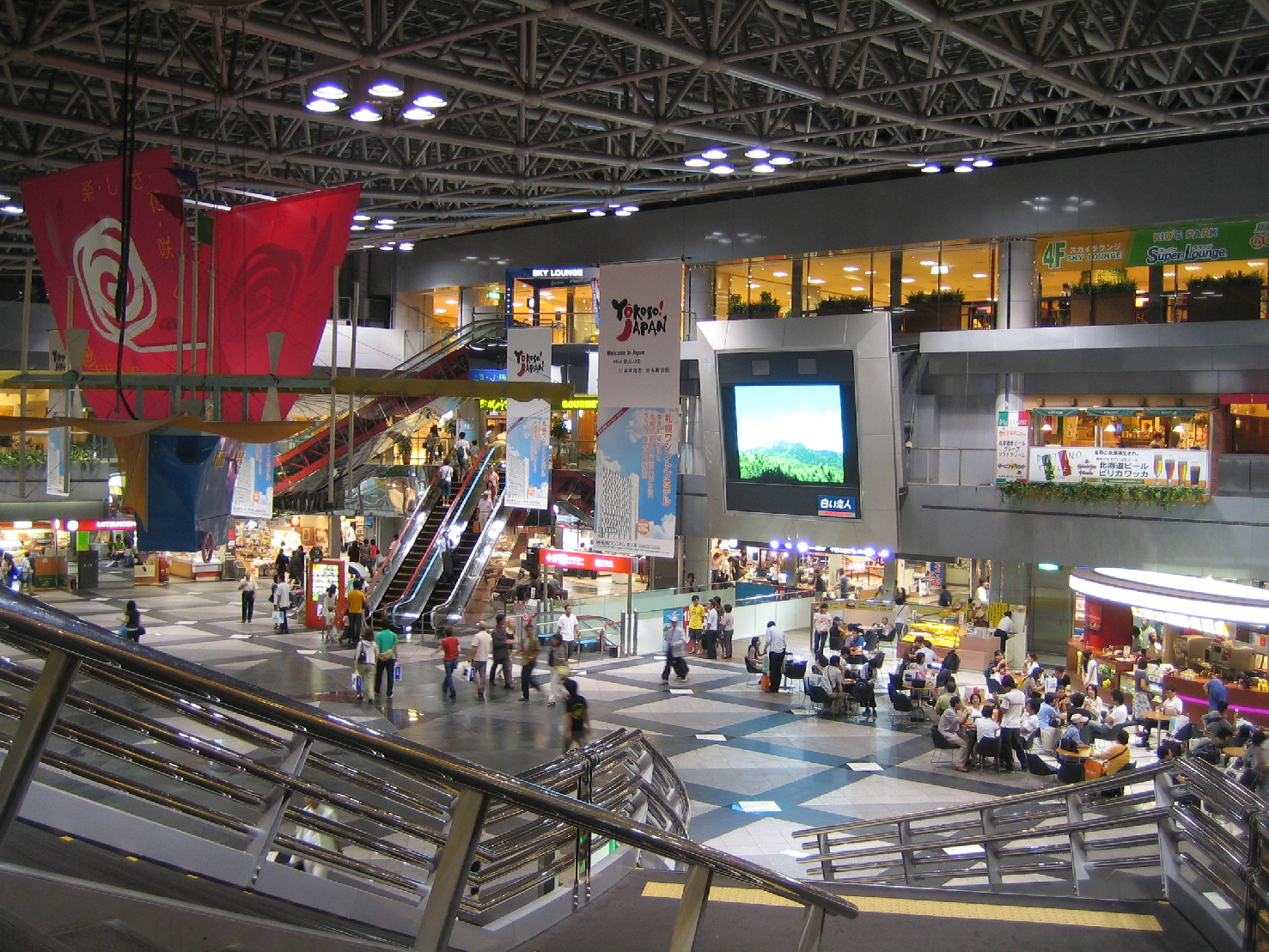
新千歳空港国内線ターミナルビル センタープラザ（2006年8月）
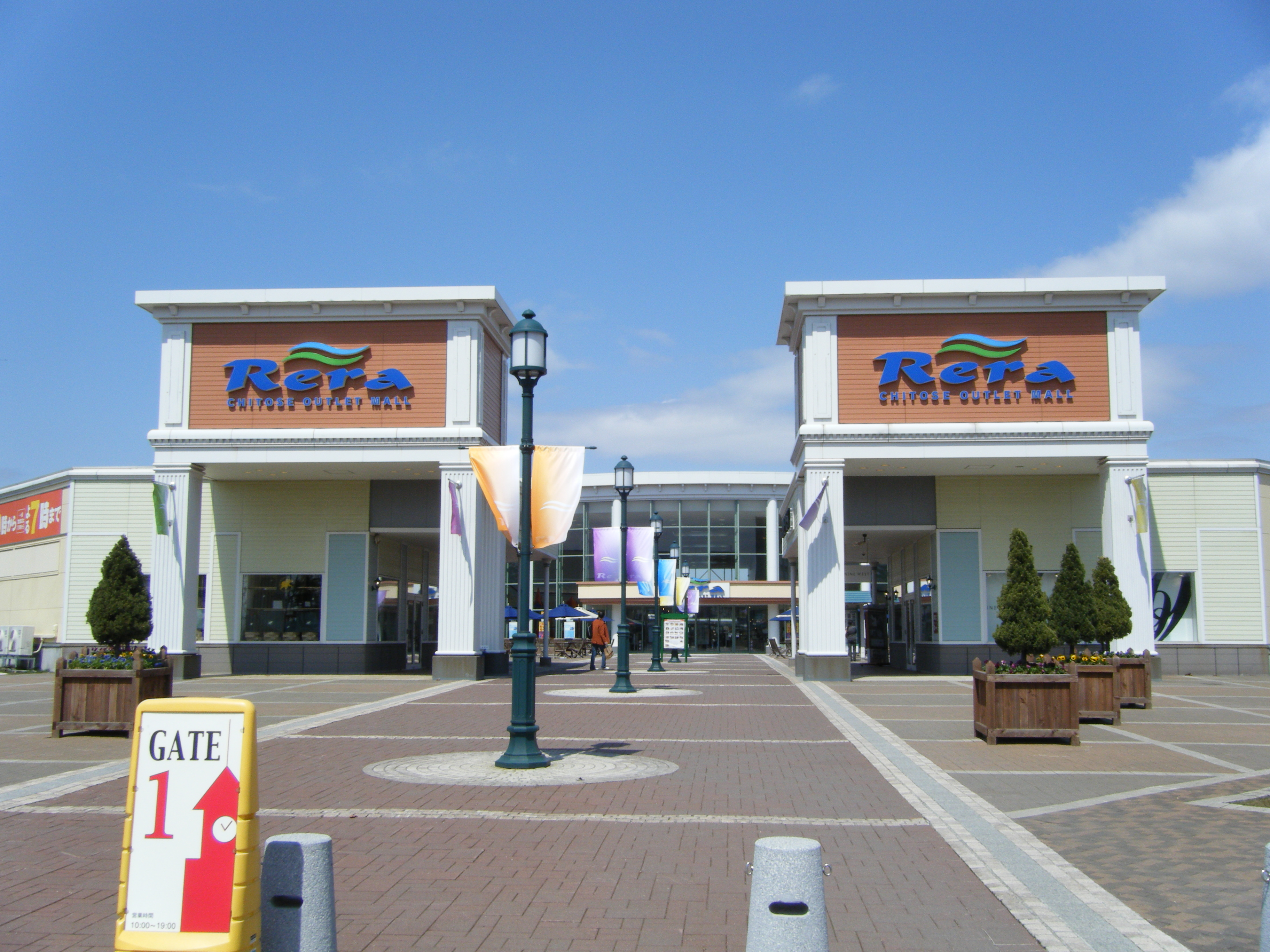
千歳アウトレットモール・レラ（2009年4月）
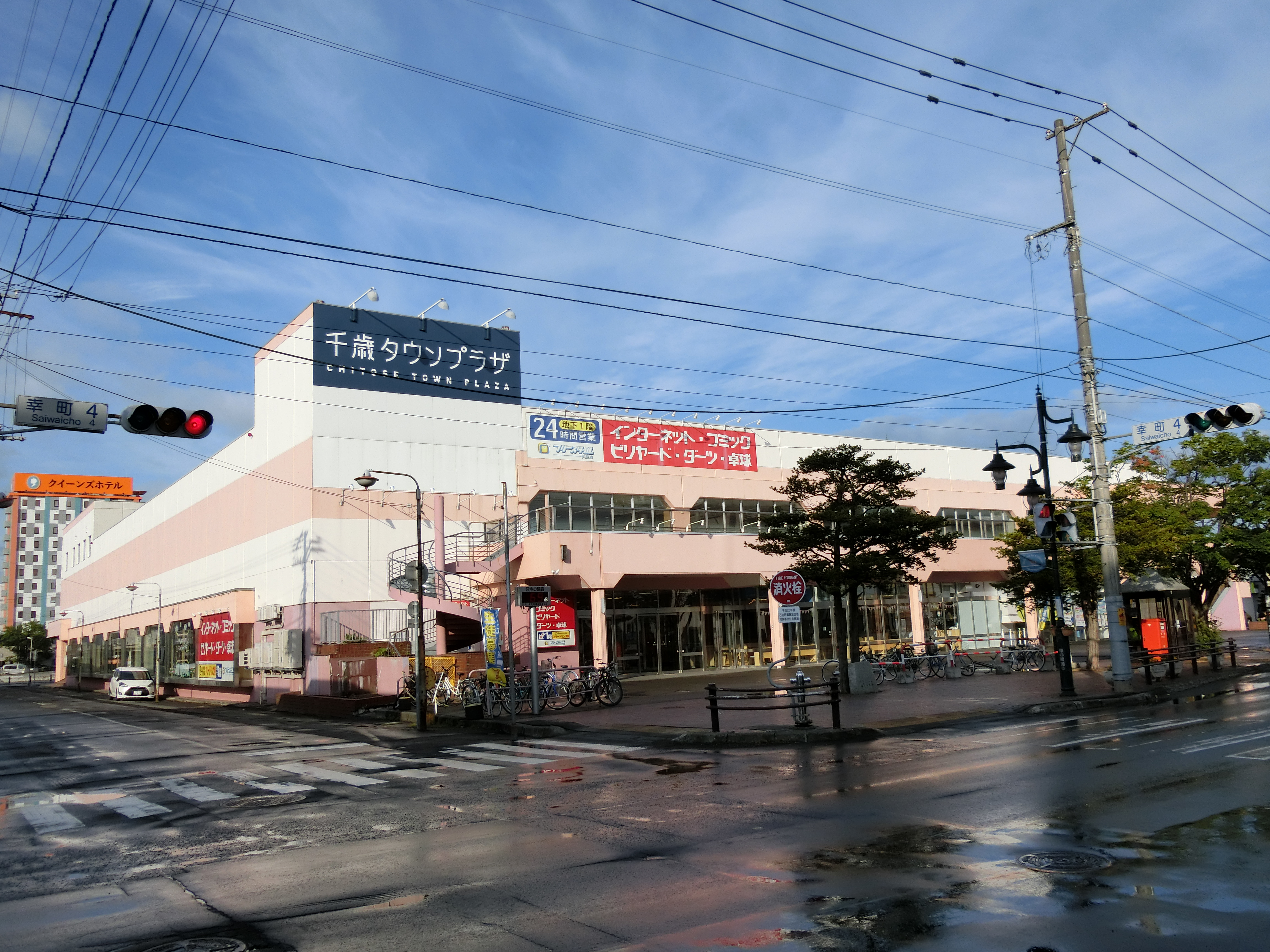
千歳タウンプラザ（2017年6月）
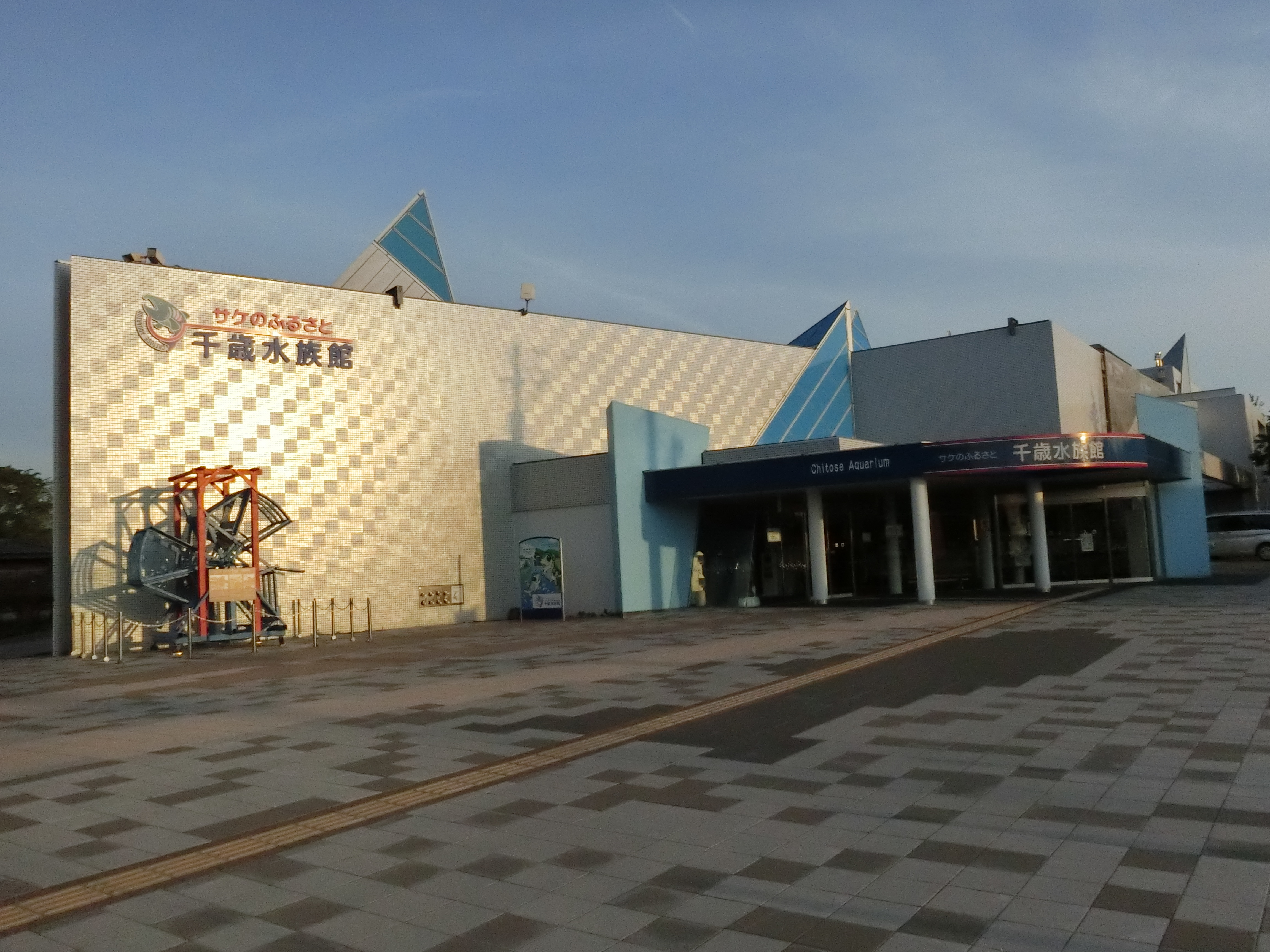
サケのふるさと 千歳水族館（2017年6月）

東部エリア
- キウス周堤墓群
- 箱根牧場

## 文化･名物

### 祭事･催事
- 千歳・支笏湖氷濤まつり（1月下旬から2月中旬）
- ちとせホルメンコーレンマーチ（2月）
- 第7師団創隊及び東千歳駐屯地創立記念行事（5月末または6月上旬）
- 千歳JAL国際マラソン（6月上旬）
- 第1特科団創隊・北千歳駐屯地開庁記念行事（6月下旬）
- 長嶋茂雄Invitational セガサミーカップゴルフトーナメント（7月）
- 千歳市民夏まつり
  - スカイ・ビア&YOSAKOI祭（7月中旬）
  - 千歳民報・市民納涼花火大会（7月中旬）
  - 千歳市民花火大会（令和４年～）（７月下旬）
  - 千歳基地「航空祭」（8月上旬）
  - 千歳市民納涼盆踊り大会（8月中旬）
  - 千歳神社祭（9月）
- 千歳おはよう橋国際マラソン大会（9月）
- インディアン水車祭り（9月中旬）
- ふるさとポケット（9月）
- 支笏湖紅葉祭り（10月）
- 千歳市民郷土餅つき大会（11月）

## 出身･関連著名人

### 名誉市民
- 中川種次郎（元千歳外3村戸長、町議会初代議長）[86]
- 渡辺栄蔵（元村・町議会議員、元町議会議長）[86]
- 山崎友吉（元町長、初代市長）[86]
- 伊藤弘（元町議会議員、元商工会議所会頭、元道議会議員）[86]
- 吉田信一（元小学校長、元町・市議会議員、元市議会議長）[86]
- 米田忠雄（元市長、元道議会議員）[86]
- 松樹亮渓（元村助役、元選管委員長、元社会福祉協議会会長）[86]
- 東峰元次（元市助役、元市長）[86]
- 東川孝（元市収入役、元市長）[86]

### 出身著名人
50音順

#### 社会・有識者
- 中野洋一（経済学者）
- 高遠菜穂子（ボランティア活動家）

#### スポーツ
- 石井幸喜（元プロボクサー、日本初のアマチュア世界選手権銅メダリスト）
- 琴千歳幸征（力士）
- 伏見寅威（プロ野球選手）
- 真鶴照久（力士）

#### 文化・芸能
- 伊藤羽仁衣（ファッションデザイナー。HANY WEDDING代表）
- 井村仁（ノイズ演奏家・MOLESTER・グラフィックデザイナー）
- 忍足亜希子（女優）
- KEI（イラストレーター）
- 今野宏美[87]（声優）
- 桜川Daヴィんち（作家、アーティスト、レオナルド・ダ・ヴィンチ研究者）
- 佐藤友哉（小説家）
- 島みやえい子（歌手）
- 清水泰而（ミュージシャン。怒髪天メンバー）
- 小娘（シャオニャン）（北海道の千歳市発、千産千唱アイドルユニット）
- 鈴木愛奈（声優）
- 鶴ひろみ（声優）
- 成田智志（作家）
- 花井美春（声優）
- 恵三朗[88]（漫画家）

#### 報道・メディア
- 宇野章午（北海道文化放送アナウンサー）
- 太田英昭（産業経済新聞社顧問・元代表取締役会長、元フジ・メディア・ホールディングス代表取締役社長）
- 佐々木美波（札幌テレビ放送アナウンサー）

### ゆかりのある人物
50音順
- ASKA（福岡県生まれ。少年期を千歳市で過ごす）
- 佐藤誠（プロ野球選手。山形県生まれ。幼少期を千歳市で過ごす）
- 千代大海龍二（元大関。千歳市出生。大分市育ち）
- 半澤孝平（詩人）
- 矢部美穂（タレント。千歳北陽高校に1年通学）
- ヤマザキマリ（漫画家）

## 参考資料
- “要覧ちとせ 平成28年版” (PDF).   千歳市 (2016年). 2017年4月12日閲覧。